# 30. April
Der 30. April ist der 120. Tag des gregorianischen Kalenders (der 121. in Schaltjahren), somit bleiben 245 Tage bis zum Jahresende.

## Ereignisse

### Politik und Weltgeschehen

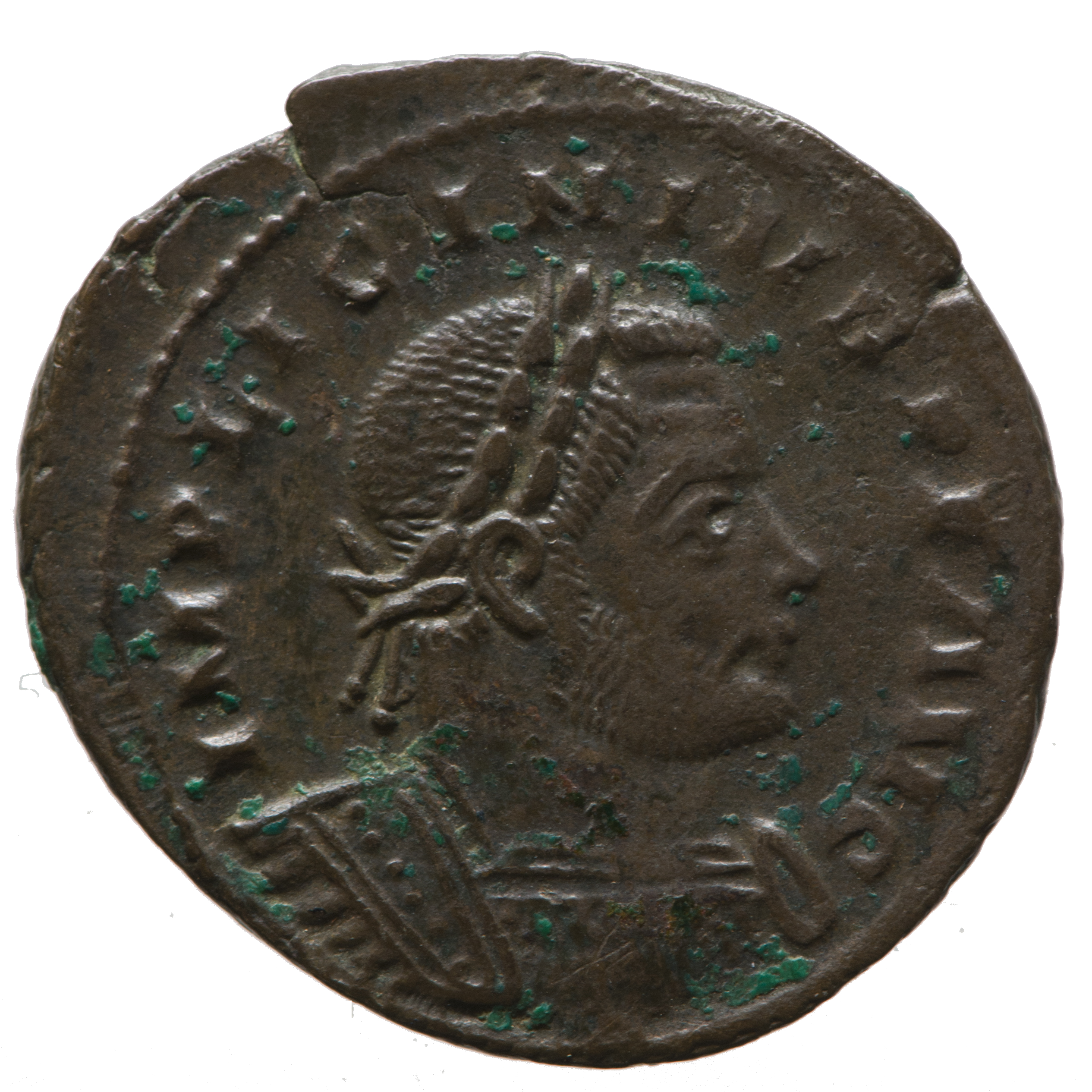
313: Münzporträt des Licinius

- 0313: Licinius macht sich nach seinem Sieg über den Mitregenten Maximinus Daia bei Herakleia Pontike zum Alleinherrscher im Osten des Römischen Reichs.
- 0642: Chindaswinth übernimmt im Toledanischen Reich nun formell die Funktionen des Königs der Westgoten, nachdem er bereits faktisch seit einigen Tagen durch den Sturz seines Vorgängers Tulga ihr Herrscher ist.
- 1305: Der Führer der Katalanischen Kompanie, Roger de Flor, und seine Begleiter werden in Adrianopel ermordet. Das löst einen Rachefeldzug der Einheit gegen das Byzantinische Reich aus.
- 1309: Die Grafen Otto, Hermann und Albert von Eberstein verleihen der Ortschaft Naugard das Stadtrecht nach Lübischem Recht.
- 1315: Der frühere Kammerherr des verstorbenen Königs Philipp IV. von Frankreich, Enguerrand de Marigny, wird auf Betreiben von Karl von Valois wegen verschiedener Vorwürfe, unter anderem der Zauberei, am Galgen hingerichtet und sein Leichnam zwei Jahre hängen gelassen. 1317 wird er rehabilitiert.
- 1415: König Sigismund verleiht auf dem Konzil von Konstanz dem Hohenzollern Friedrich I. von Nürnberg die erbliche Würde des Markgrafen und Kurfürsten von Brandenburg.
- 1598: König Heinrich IV. von Frankreich erlässt das Edikt von Nantes, das den calvinistischen Protestanten Religionsfreiheit einräumt und die jahrzehntelangen Hugenottenkriege beendet.
- 1635: Der schwedische Kanzler Axel Oxenstierna erreicht durch ein direktes Gespräch mit Kardinal Richelieu in Frankreich den Abschluss des Vertrages von Compiègne und damit Nachbesserungen des Pariser Vertrages vom 1. November 1634, welcher Unterstützungen im Krieg in Deutschland sichert.

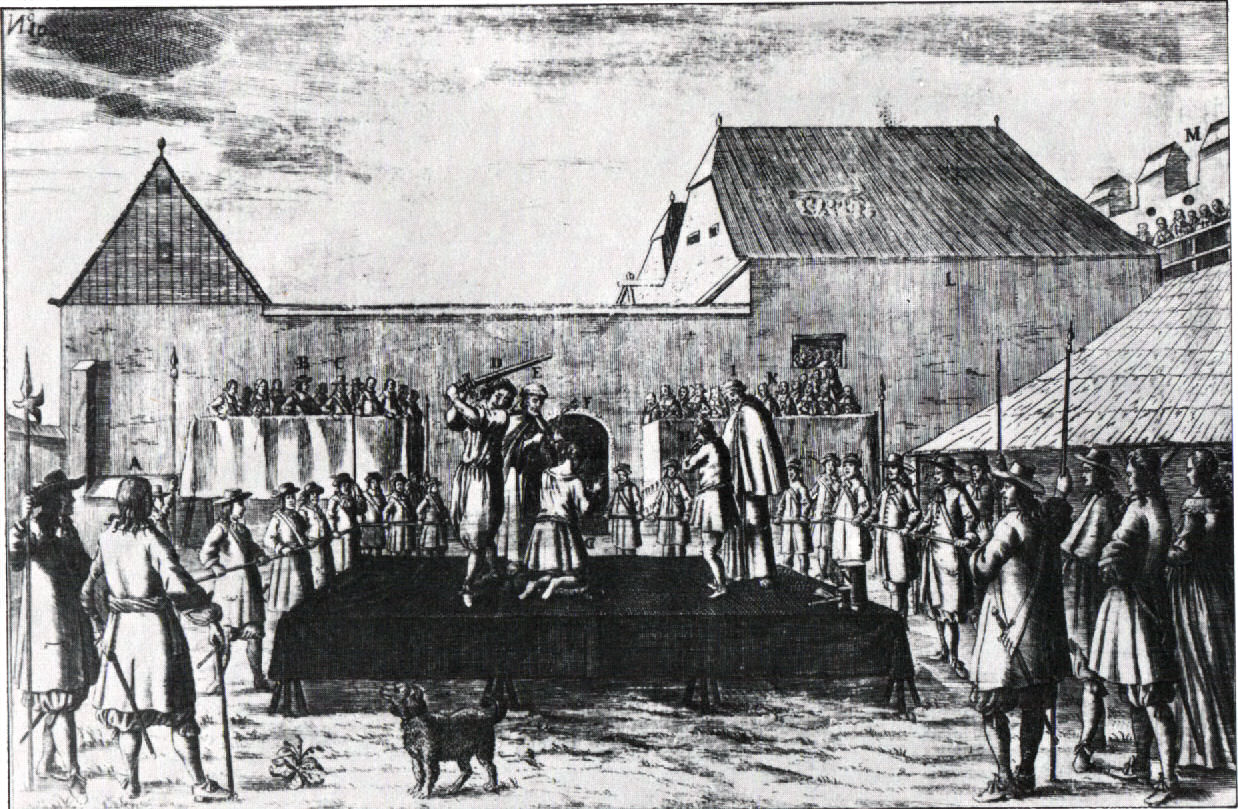
1671: Exekution von Zrinski und Frankopan

- 1671: Die Teilnehmer der ungarisch-kroatischen Magnatenverschwörung gegen den Habsburger Leopold I., Petar Zrinski und Fran Krsto Frankopan, werden in Wiener Neustadt hingerichtet. Am selben Tag wird auch Ferenc Graf Nádasdy im Alten Rathaus in Wien hingerichtet.
- 1725: Im Vertrag von Wien sagt Kaiser Karl VI. Spanien Unterstützung beim Wiedererlangen Gibraltars von Großbritannien zu. Im Gegenzug werden die Pragmatische Sanktion anerkannt und der Ostender Kompanie Handelsprivilegien gewährt.

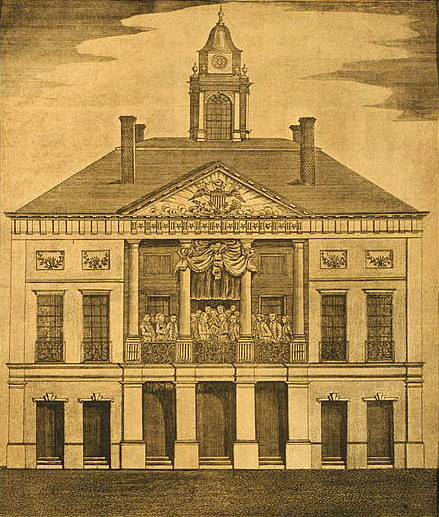
1789: Vereidigung George Washingtons

- 1789: George Washington wird nach seiner Wahl am 4. Februar auf dem Balkon der Federal Hall von New York als erster Präsident der Vereinigten Staaten vereidigt.

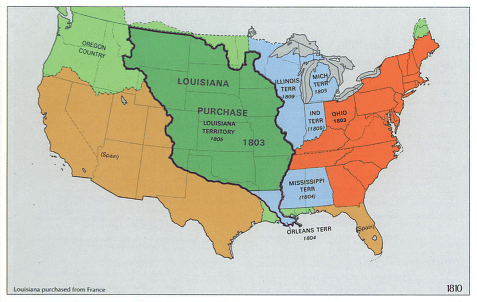
1803 und 1812: Louisiana Purchase, hellblau fett umrandet das Orleans-Territory

- 1803: Robert R. Livingston, James Monroe und François Barbé-Marbois unterzeichnen in Paris den Vertrag zum Kauf der französischen Kolonie Louisiana durch die USA. Der Louisiana Purchase verdoppelt das Territorium der Vereinigten Staaten.
- 1812: Das am 1. Oktober 1804 geschaffene Orleans-Territorium wird unter dem Namen Louisiana als 18. Bundesstaat in die Union der Vereinigten Staaten aufgenommen. Das nördlich davon gelegene Louisiana-Territorium wird am 4. Juni in Missouri-Territorium umbenannt, um Verwechslungen zu vermeiden.
- 1815: Friedrich Wilhelm III. verfügt auf dem Wiener Kongress die Einteilung Preußens in zehn Provinzen, darunter die Provinzen Westfalen, Brandenburg und Posen.
- 1838: Nicaragua löst sich als erstes Land aus der Zentralamerikanischen Konföderation und erklärt sich für unabhängig.

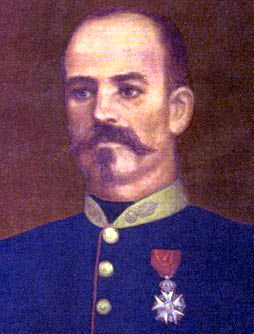
1863: Capitaine Danjou

- 1863: Im Verlauf der französischen Intervention in Mexiko werden 65 Fremdenlegionäre unter Capitaine Jean Danjou bei Palo Verde von etwa 2.000 Mexikanern eingeschlossen und verteidigen sich im Gefecht von Camerone bis fast zum letzten Mann. Der daraus entstehende Mythos wird noch heute jährlich als „Tag von Camerone“ innerhalb der Fremdenlegion gefeiert.
- 1887: Reichskanzler Otto von Bismarck verfügt, dass der Zollbeamte Wilhelm Schnäbele freigelassen wird. Der Franzose war bei einer Dienstbesprechung auf deutschem Boden wegen angeblicher Spionage verhaftet worden. Die bei der Schnäbele-Affäre entstandene diplomatische Krise wird damit beigelegt.
- 1898: In Berlin wird der Deutsche Flottenverein gegründet, der im Volk Verständnis und Interesse für die Kaiserliche Marine wecken soll. Die Regierung favorisiert im Reichsmarineamt unter Alfred von Tirpitz den Bau von Schlachtschiffen.
- 1916: Das Deutsche Reich und Österreich-Ungarn führen als weltweit erste Länder die Sommerzeit ein, um die Stundenzahl an nutzbarem Tageslicht zu vergrößern.
- 1925: Adolf Hitlers Antrag auf Entlassung aus der österreichischen Staatsangehörigkeit wird vom Magistrat der Stadt Linz stattgegeben. Er lebt ab diesem Zeitpunkt als Staatenloser auf deutschem Boden.
- 1939: Im Deutschen Reich tritt das „Gesetz über Mietverhältnisse mit Juden“ in Kraft. Es hebt den Mieterschutz für Juden auf und leitet den Ghettoisierungsprozess ein. Deutsche Juden müssen ihre Wohnungen verlassen und werden in „Judenhäusern“ konzentriert.
- 1942: Der Leiter des SS-Wirtschafts- und Verwaltungshauptamtes, Oswald Pohl, formuliert in einem Befehl das Prinzip der „Vernichtung durch Arbeit“. Der Befehl führt zu einer gewaltigen Expansion von Nebenlagern, verschlechtert die Lebensbedingungen der KZ-Häftlinge noch weiter und erhöht ihre Sterberate.
- 1943: Vor der spanischen Küste wirft die Besatzung des britischen U-Bootes Seraph die Leiche eines an Lungenentzündung verstorbenen Mannes mit gefälschten Geheimpapieren über Bord. Mit der unter anderem von Ewen Montagu erarbeiteten Operation Mincemeat wird den Deutschen im Zweiten Weltkrieg mit Erfolg eine Invasion in Sardinien und auf dem Balkan vorgegaukelt und gleichzeitig die tatsächliche Invasion auf Sizilien verschleiert.

1945: Das Reichstagsgebäude

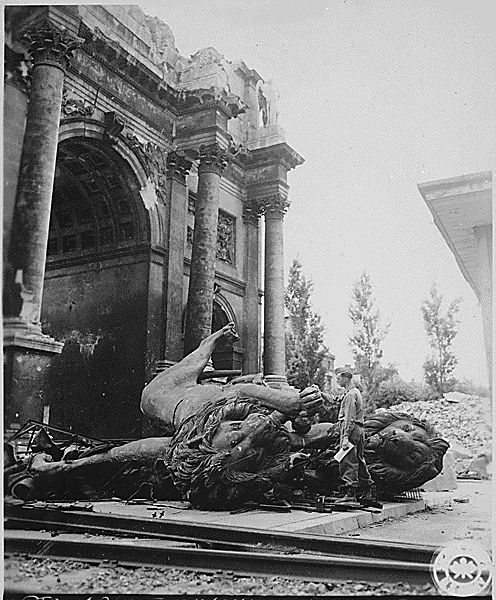
1945: Das zerstörte Siegestor in München

- 1945: Adolf Hitler und die seit dem Vortag mit ihm verheiratete Eva Braun nehmen sich im Führerbunker das Leben. Am gleichen Tag hisst die Rote Armee die sowjetische Fahne auf dem Berliner Reichstagsgebäude. Die US-Armee nimmt im Zweiten Weltkrieg München, die ehemalige „Hauptstadt der Bewegung“, ein.
- 1945: Wenige Tage vor der Kapitulation des Deutschen Reichs im Zweiten Weltkrieg wird die letzte Ausgabe des Völkischen Beobachters gedruckt, allerdings nicht mehr ausgeliefert.
- 1948: In Bogotá wird auf Basis des 1947 in Rio de Janeiro unterzeichneten Interamerikanischen Vertrages über gegenseitigen Beistand die Organisation Amerikanischer Staaten (OAS) gegründet und der Amerikanische Vertrag über die friedliche Streitschlichtung unterzeichnet.
- 1972: US-Präsident Richard Nixon gibt den Rücktritt seiner beiden Berater John Ehrlichman und Harry Robbins Haldeman als Folge der Watergate-Affäre bekannt.
- 1975: Die Eroberung von Sài Gòn durch die Nordvietnamesische Volksarmee (NVA) markiert das Ende des Vietnamkrieges. Die bedingungslose Kapitulation von Präsident Dương Văn Minh führt zur Wiedervereinigung Nord- und Südvietnams zur Sozialistischen Republik Vietnam 1976 und zu einer über ein Jahrzehnt andauernden Flüchtlingswelle, bei der 1,6 Millionen Vietnamesen das nun kommunistische Land verlassen.

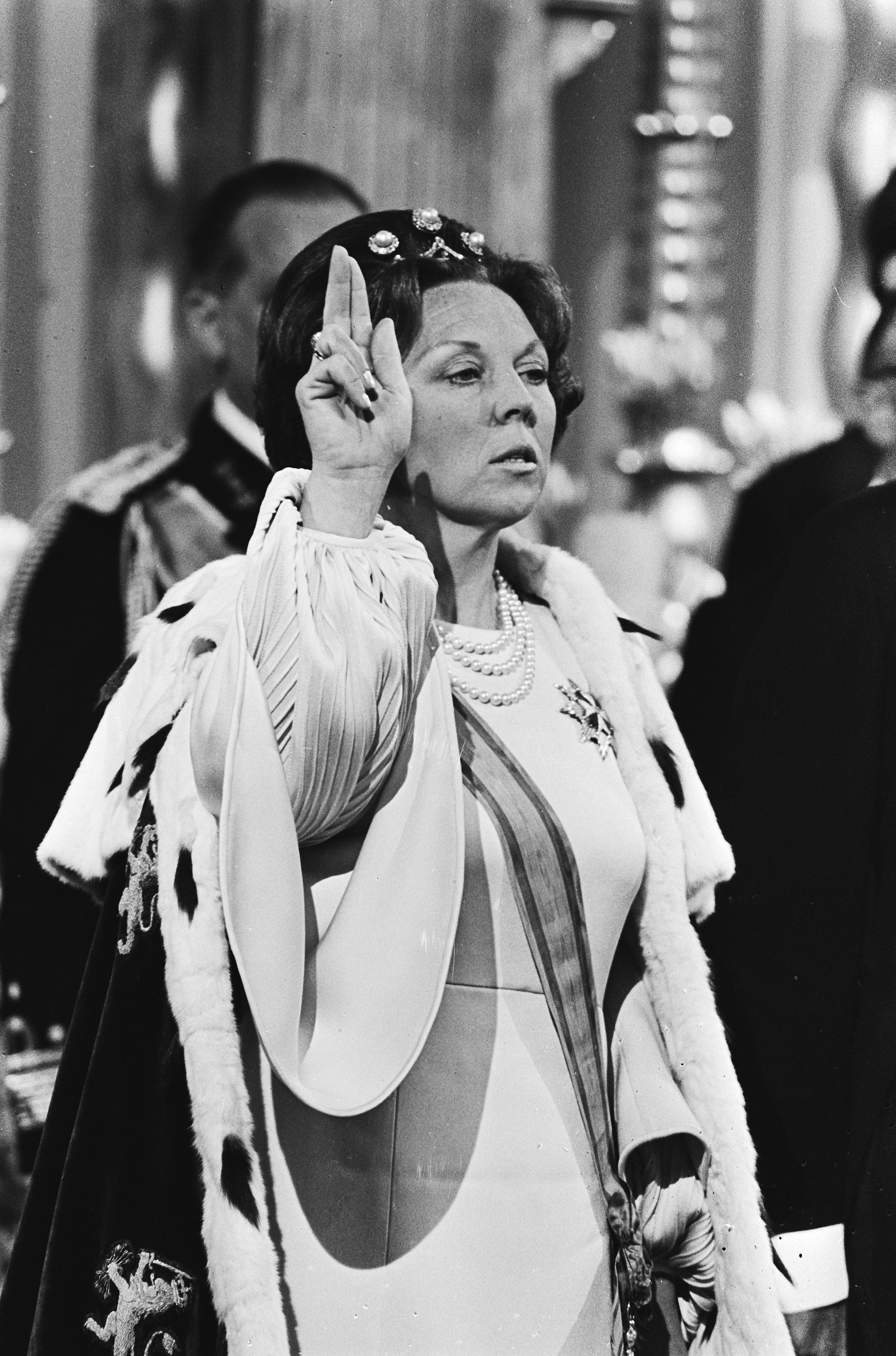
1980: Beatrix am Krönungstag

- 1980: Juliana von Oranien-Nassau dankt an ihrem 71. Geburtstag als Königin der Niederlande ab. Nachfolgerin wird ihre Tochter Beatrix. Der 30. April wird zum Koninginnedag.
- 1980: In London beginnt die Geiselnahme in der iranischen Botschaft. Eine vom Irak unter Saddam Hussein finanzierte Terrorgruppe verlangt die Freilassung von 91 Gesinnungsgenossen aus iranischer Haft und Autonomie für die ölreiche iranische Provinz Chuzestan.

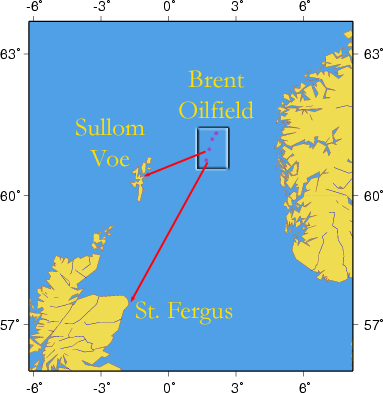
1995: Die Lage des Brent-Erdölfeldes

- 1995: Die Öllager- und Verladeplattform Brent Spar des Ölkonzerns Shell wird von Greenpeace-Aktivisten besetzt, um die Versenkung in der Nordsee zu verhindern.
- 2013: Beatrix von Oranien-Nassau dankt als Königin der Niederlande ab. Nachfolger wird ihr ältester Sohn Willem-Alexander.

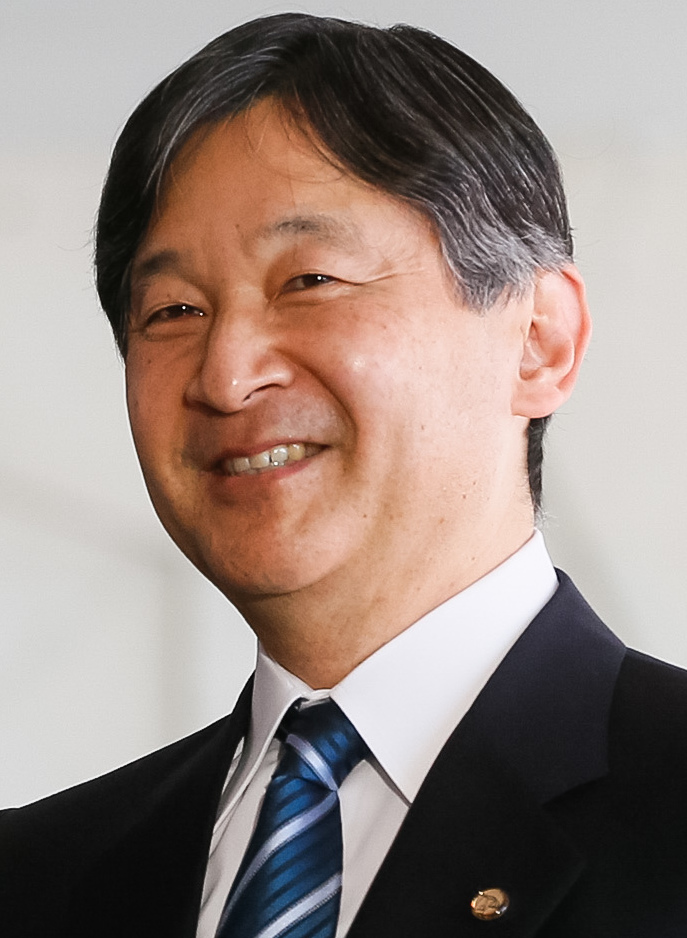
2019: Naruhito

- 2019: Akihito, seit 1990 Tennō von Japan, dankt ab. Nachfolger wird sein ältester Sohn Naruhito. Seine Regierungsdevise trägt den Namen Reiwa („schöne Harmonie“).

### Wirtschaft
- 1825: Der Interessenverband Börsenverein der Deutschen Buchhändler wird von sechs Leipziger und 95 auswärtigen Buchhändlern und Verlegern in Leipzig gegründet.
- 1899: Der Verband der Arbeiter-Radfahrer-Vereine wird in Wien ins Leben gerufen. Aus ihm entwickelt sich der österreichische Verkehrsclub ARBÖ.
- 1904: Der deutsche Erfinder Christian Hülsmeyer meldet ein Patent auf sein Telemobiloskop, einen Vorläufer des Radars an.

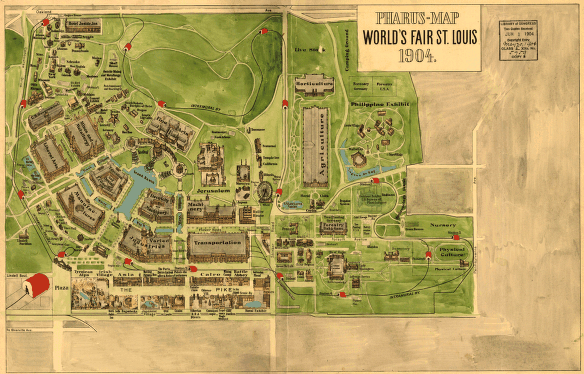
1904: Karte des Ausstellungsgeländes

- 1904: In St. Louis wird die Louisiana Purchase Exposition eröffnet, die Weltausstellung, in deren Rahmen ab 1. Juli auch die III. Olympischen Sommerspiele der Neuzeit durchgeführt werden.
- 1939: Die New York World’s Fair, die Weltausstellung im eigens errichteten Flushing-Meadows-Park in Queens, New York City wird feierlich eröffnet.
- 1960: In Rostock wird der neue Überseehafen, gebaut als zentraler Umschlagplatz des Seehandels der DDR, eröffnet.

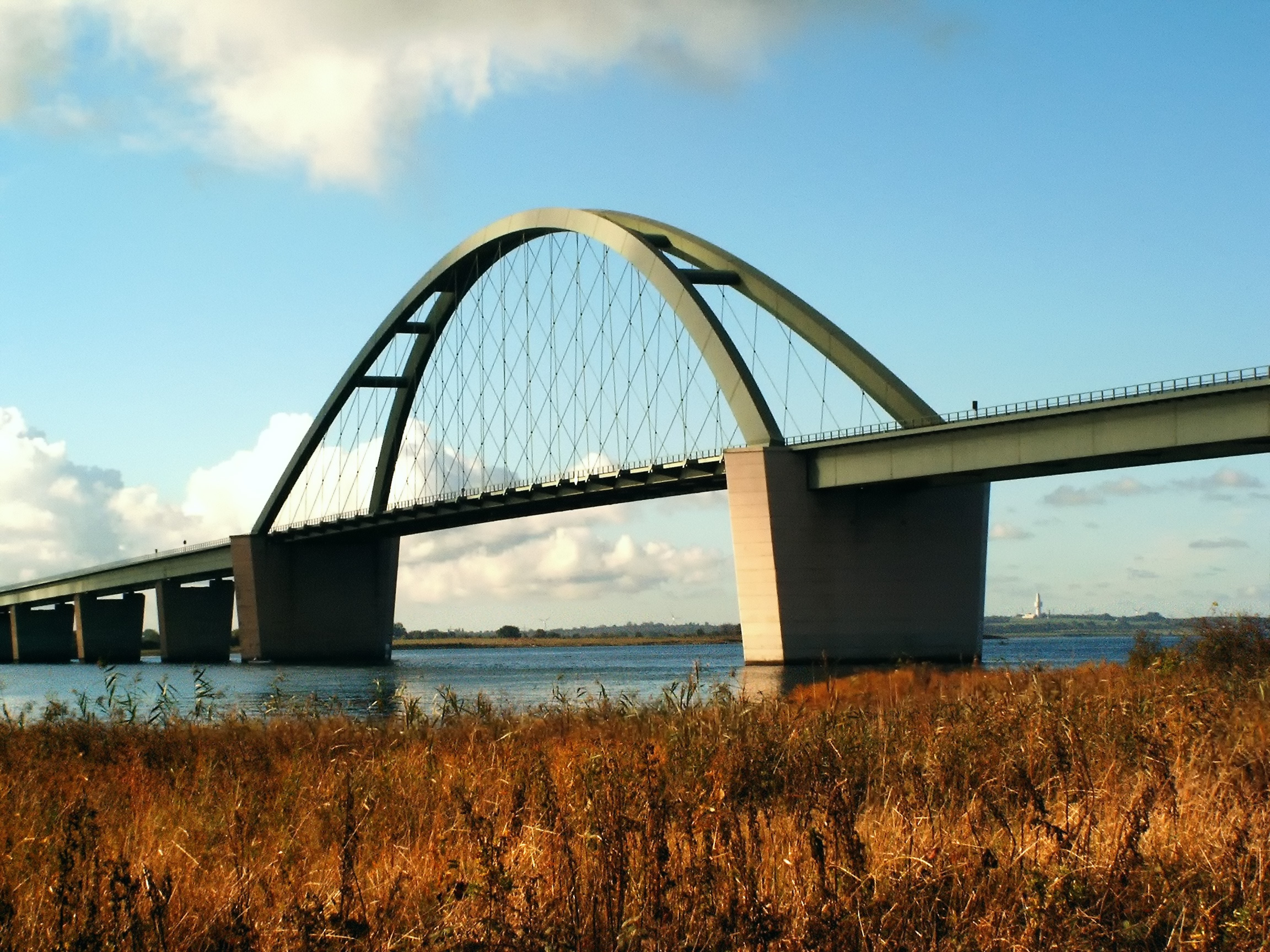
1963: Fehmarnsundbrücke

- 1963: Die von Gerd Lohmer architektonisch gestaltete Fehmarnsundbrücke, die die Ostseeinsel Fehmarn mit dem Festland bei Großenbrode verbindet, wird nach drei Jahren Bauzeit feierlich durch Bundespräsident Heinrich Lübke und dem dänischen König Frederik IX. eröffnet.
- 1972: Der Pullmanzug Brighton Belle verkehrt letztmals zwischen London und Brighton.
- 1991: Nach rund 33 Jahren und der Herstellung von über 3 Millionen Autos schließt Sachsenring das Trabant-Werk in Zwickau.

### Wissenschaft und Technik
- 1573: Der zu jener Zeit mit 150 m Höhe größte Kirchturm Europas stürzt ein und beschädigt dabei Chor und Querschiff der Kathedrale von Beauvais erheblich. Der weitere Kirchenbau bleibt daraufhin aus Geldmangel unvollendet.
- 1857: In Triest startet die Novara-Expedition unter dem Kommando von Kommodore Bernhard von Wüllerstorf-Urbair, eine zweijährige Forschungsreise rund um die Welt mit der Fregatte Novara der österreichischen Marine. Die von der Kaiserlichen Akademie der Wissenschaften in Wien vorbereitete und von Fachgelehrten unter Leitung des Geologen Ferdinand von Hochstetter und des Zoologen Georg von Frauenfeld begleitete Forschungsreise zeitigt international beachtete Resultate.

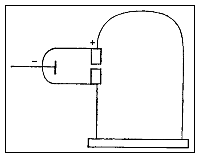
1897: Thomsons Experimentanordnung

- 1897: Dem britischen Physiker Joseph John Thomson gelingt der experimentelle Nachweis der bereits von George Johnstone Stoney vorhergesagten Existenz des Elektrons.
- 1927: Der Berliner Psychiater Johannes Heinrich Schultz stellt das autogene Training erstmals vor, eine auf Autosuggestion beruhende Entspannungstechnik.

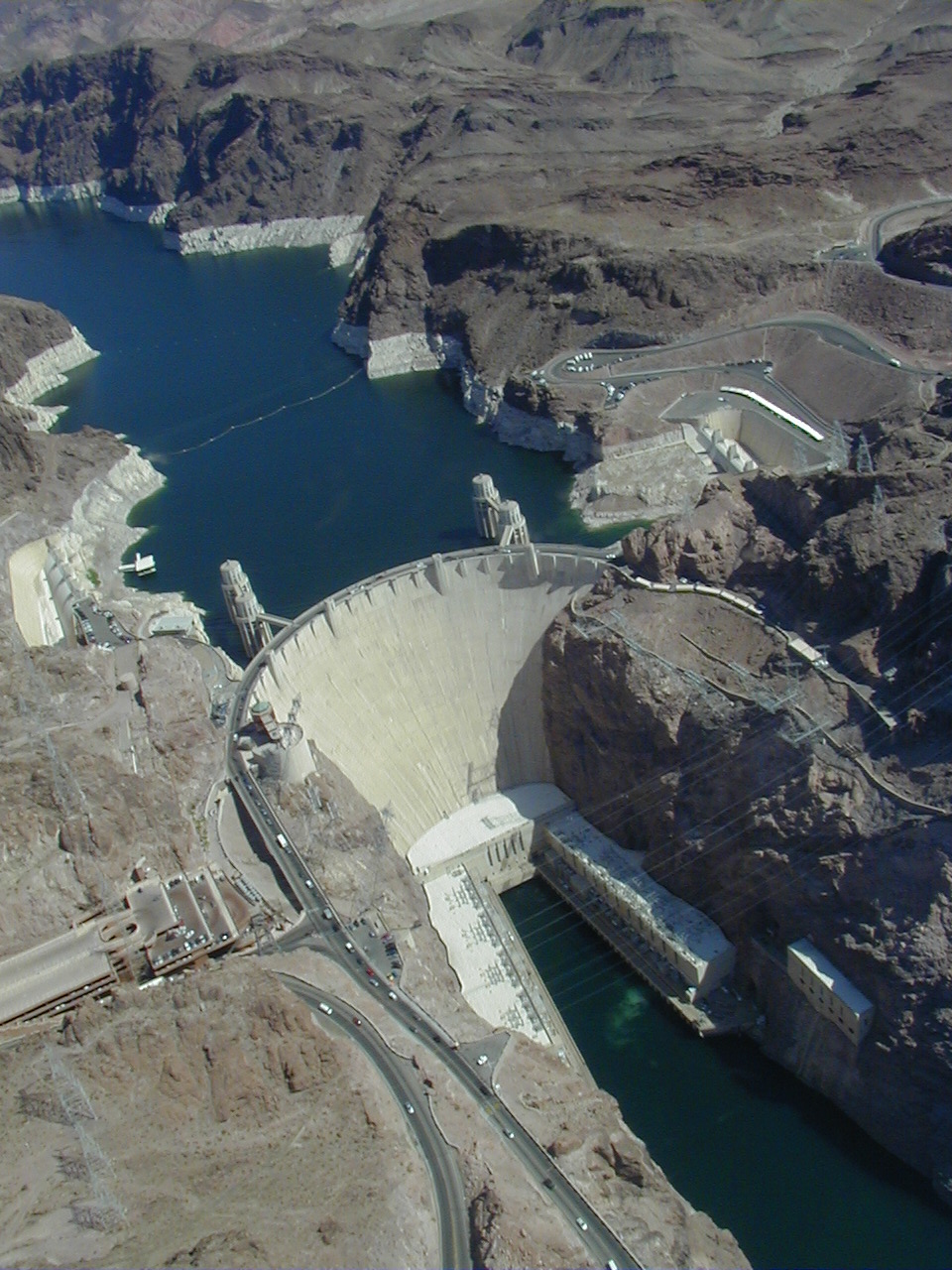
1947: Hoover Dam

- 1947: Der demokratische US-Präsident Harry S. Truman lässt die unter seinem Vorgänger Franklin D. Roosevelt in Boulder Dam umbenannte Staumauer bei Boulder City, Nevada, wieder in Hoover Dam umbenennen. Der Bau der Staumauer hatte unter dem republikanischen Präsidenten Herbert Hoover begonnen.
- 1965: Das New Yorker Life-Magazin veröffentlicht als Titelgeschichte erstmals Embryonenaufnahmen des schwedischen Fotografen und Wissenschaftsfilmers Lennart Nilsson zusammen mit einem Beitrag von ihm.
- 1993: Das World Wide Web, der heutige multimediale Teil des Internets auf HTML-Grundlage, wird zur allgemeinen Benutzung weltweit freigegeben.
- 2015: Die NASA-Raumsonde MESSENGER schlägt nach Ende ihrer Mission geplant aufgrund Treibstoffmangels auf der erdabgewandten Seite des Merkur auf.

### Kultur

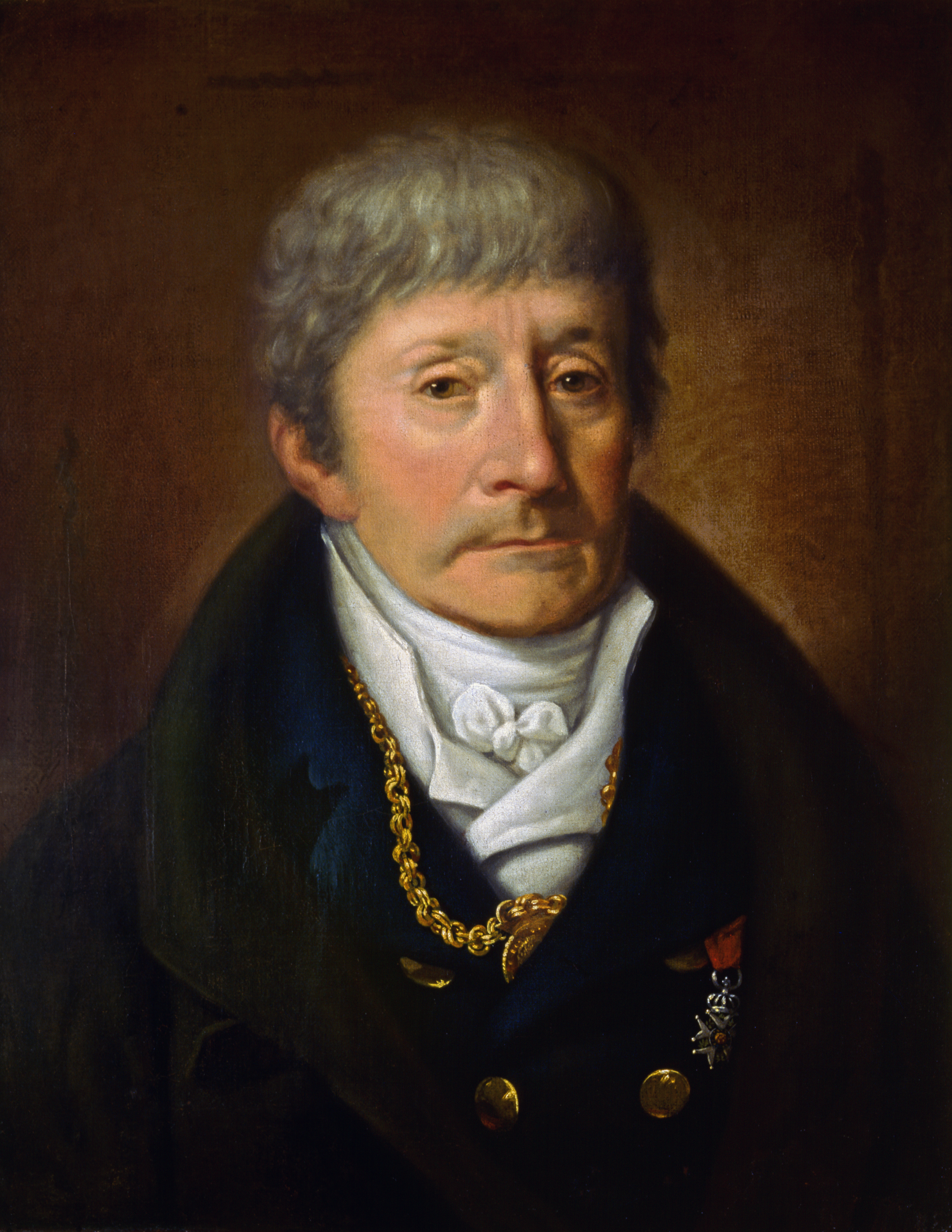
1781: Antonio Salieri

- 1781: Die deutschsprachige Oper Der Rauchfangkehrer oder Die unentbehrlichen Verräter ihrer Herrschaften aus Eigennutz von Antonio Salieri hat ihre Uraufführung am Burgtheater in Wien mit Caterina Cavalieri und Ludwig Fischer in den Hauptrollen. Das Libretto von Leopold Auenbrugger wird stark kritisiert, Salieris Musik aber mit Begeisterung aufgenommen.
- 1902: Die Uraufführung des lyrischen Dramas Pelléas et Mélisande von Claude Debussy mit dem Libretto von Maurice Maeterlinck erfolgt an der Opéra-Comique in Paris.
- 1917: Die Oper Lodoletta von Pietro Mascagni mit dem Libretto von Giovacchino Forzano wird am Teatro Costanzi in Rom uraufgeführt.

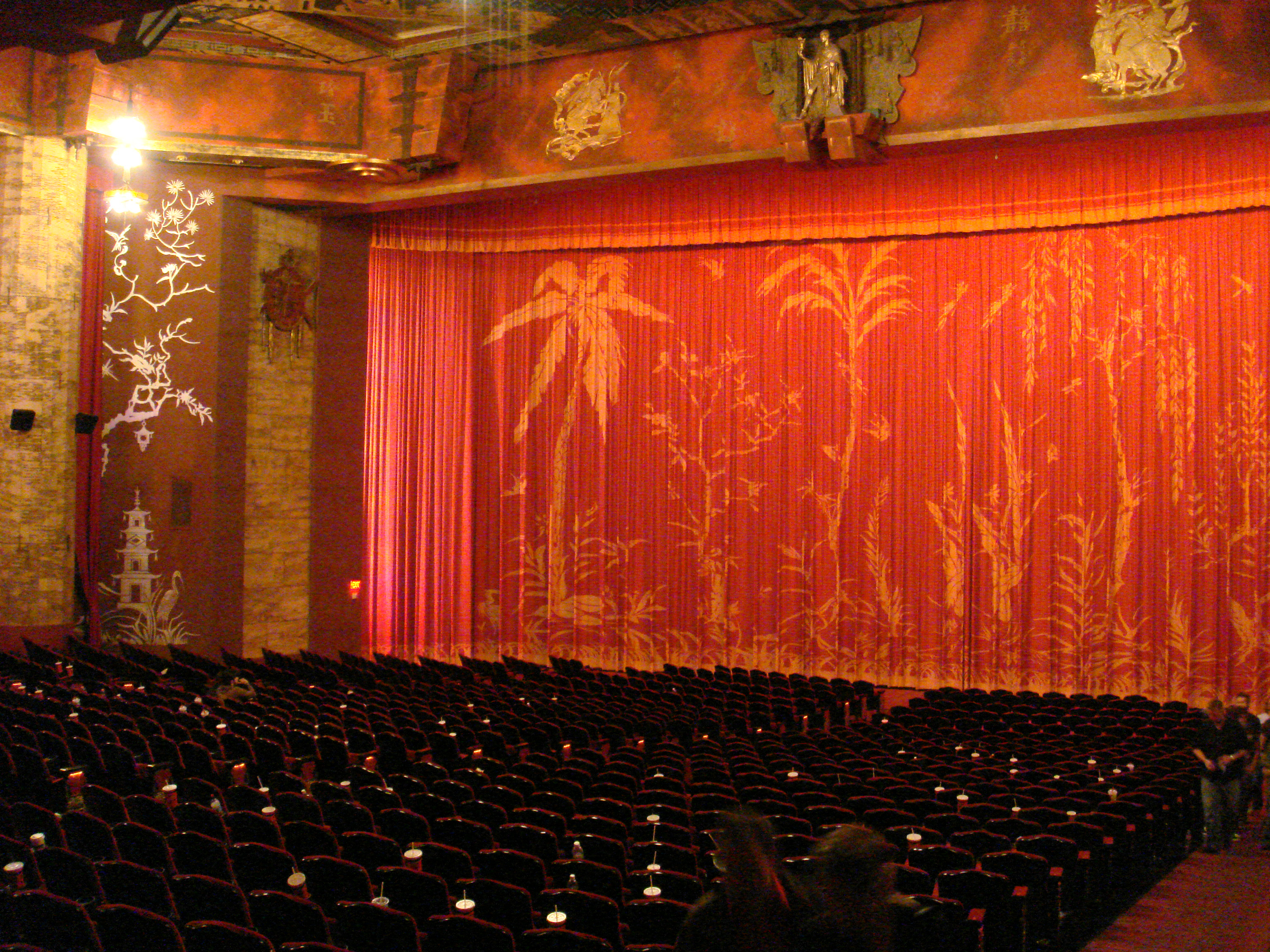
1927: Innenraum des Chinese Theatre

- 1927: Mary Pickford und Douglas Fairbanks senior verewigen sich als erste Filmgrößen mit ihren Abdrücken im Boden von Grauman’s Chinese Theatre in Hollywood.
- 1938: In dem Porky-Pig-Zeichentrick-Kurzfilm Porky’s Hare Hunt der Warner Bros. hat erstmals ein Hase seinen Auftritt, aus dem sich in der Folge dann Bugs Bunny entwickeln wird.
- 1941: Die Operette Der Reiter der Kaiserin von August Pepöck nach Motiven des Romans Der Kerzlmacher von St. Stephan von Alfons von Czibulka wird am Raimundtheater in Wien uraufgeführt.
- 1959: Drei Jahre nach Bertolt Brechts Tod wird sein 1930 fertiggestelltes episches Theaterstück Die heilige Johanna der Schlachthöfe am Deutschen Schauspielhaus in Hamburg in der Bühnenversion uraufgeführt.
- 1985: In Paris wird Claude Lanzmanns Dokumentarfilm Shoah uraufgeführt.
- 1986: Am Berliner Grips-Theater wird das Musical Linie 1 uraufgeführt.
- 2001: Der Hörfunksender bremen eins geht als Zusammenschluss von Radio Bremen 1 Hansawelle und Radio Bremen Melodie auf Sendung.

### Gesellschaft

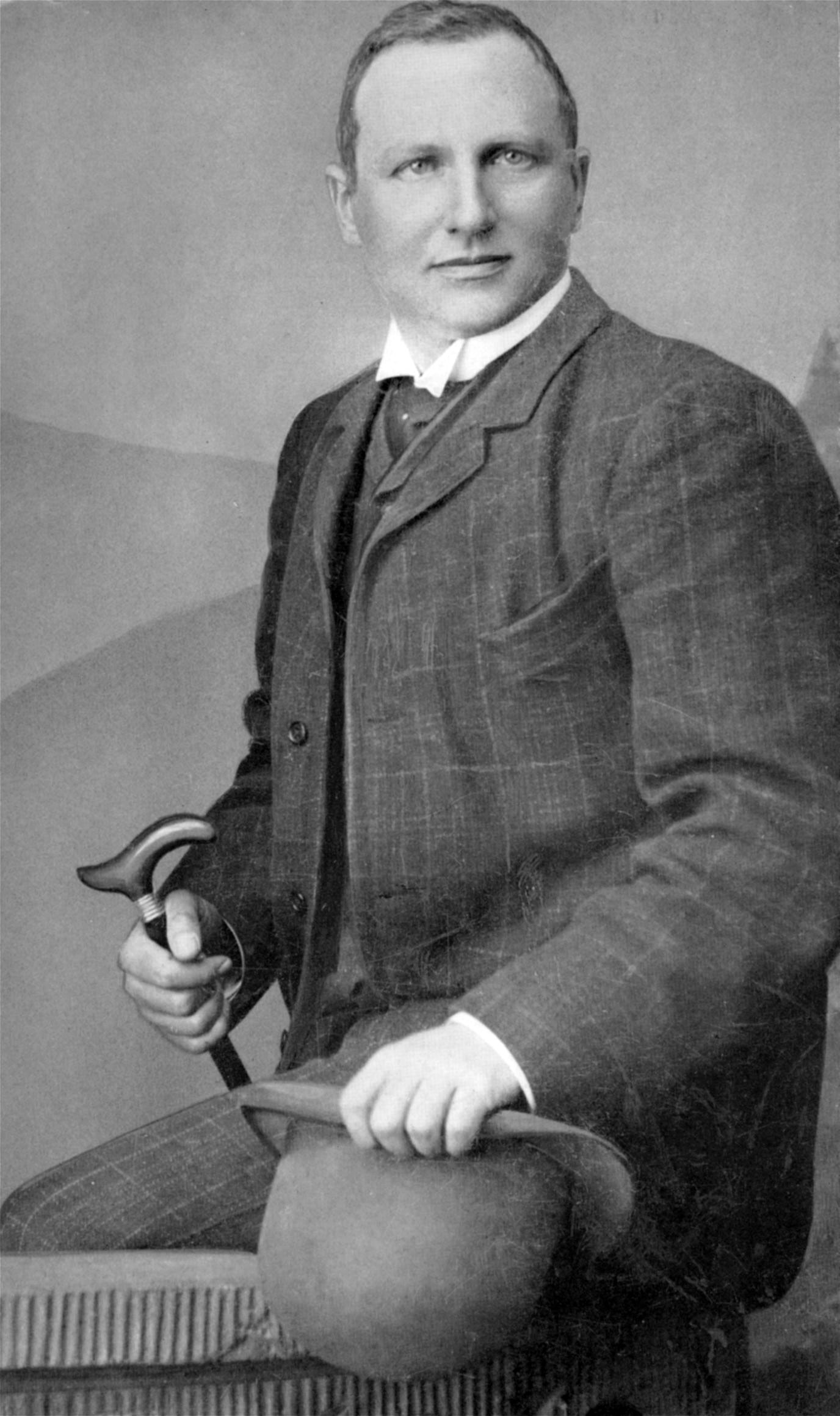
1895: Oskar Panizza

- 1895: Der Autor Oskar Panizza wird auf Grund seiner antikatholischen Groteske Das Liebeskonzil wegen Blasphemie zu einem Jahr Einzelhaft verurteilt. Es ist die härteste je im Deutschen Kaiserreich gegen einen Literaten verhängte Strafe.
- 1967: In Brühl, Nordrhein-Westfalen, wird in der ehemaligen Grube Berggeist der Freizeitpark Phantasialand als Märchenwald eröffnet.
- 2006: Die Schweizer Ex-Skirennfahrerin Corinne Rey-Bellet wird zusammen mit ihrem Bruder mutmaßlich vom eigenen Ehemann erschossen, der kurze Zeit danach Suizid verübt.

### Religion

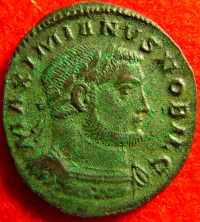
311: Galerius

- 0311: Das Toleranzedikt von Nikomedia Kaiser Galerius’ beendet die diokletianische Christenverfolgung.
- 1682: Mit der Genehmigung des Regelwerks der Kongregation Unserer Lieben Frau von der Heimsuchung von Gent gilt diese Ordensgemeinschaft bischöflichen Rechtes als gegründet. Grundlage bildet die Spiritualität des heiligen Franz von Sales.

1966: Das Siegel von Baphomet, ein Symbol der Church of Satan

- 1966: Anton Szandor LaVey gründet in San Francisco die Church of Satan, und macht den Satanismus damit zu einem eigenen Religionssystem.

### Katastrophen
- 1276: Die dritte Feuersbrunst innerhalb eines Jahres nach dem 28. März und dem 16. April führt dazu, dass nunmehr rund zwei Drittel der Stadt Wien zerstört sind.

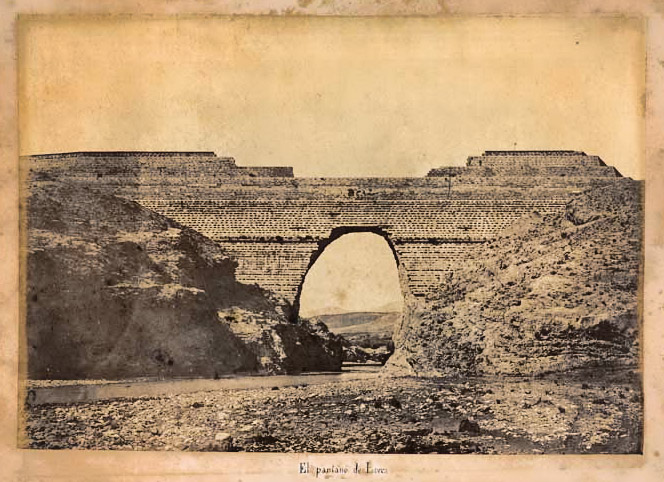
1802: Talsperre von Puentes (nach dem Dammbruch)

- 1802: Die Talsperre von Puentes in Spanien bricht und verursacht das größte Desaster der spanischen Wasserbau-Geschichte mit 608 Toten.
- 1908: Der japanische Kleine Kreuzer Matsushima geht nach einer Munitionsexplosion bei Magong auf den Pescadores-Inseln unter. Von den 347 Mann Besatzung kommen 206 Mann ums Leben.
- 1941: Südöstlich der Felseninsel Rockall wird der britische Passagier- und Frachtdampfer Nerissa, der mit Militärangehörigen wie auch Zivilisten auf dem Weg nach Liverpool ist, von dem deutschen U-Boot U 552 ohne Vorwarnung mit drei Torpedos angegriffen und innerhalb weniger Minuten versenkt. 207 Menschen kommen ums Leben.

Kleinere Unglücksfälle sind in den Unterartikeln von Katastrophe und in der Liste von Katastrophen aufgeführt.

### Sport
- 1905: Die niederländische Fußballnationalmannschaft spielt gegen Belgien ihr erstes offizielles Länderspiel. Nach neunzig Minuten lautet das Ergebnis 1:1, in der Verlängerung gewinnen die Niederländer schließlich das Spiel mit 4:1.
- 1906: Der SC Preußen 06 e. V. Münster wird gegründet.
- 1956: Die Basketball-Mannschaft Boston Celtics unter Coach Red Auerbach verpflichtet den Center-Player Bill Russell im Tausch gegen Ed Macauley und legen damit den Grundstein für den Gewinn von 11 NBA-Meisterschaften in den folgenden 13 Jahren.
- 1976: Muhammad Ali verteidigt seinen Box-Weltmeistertitel im Schwergewicht gegen Jimmy Young im Capital Centre, Landover, USA, durch einen äußerst umstrittenen Sieg nach Punkten.
- 1985: Der US-amerikanische Unternehmer Dick Bass erreicht den Gipfel des Mount Everest unter der Führung von David Breashears. Er ist damit der Erste, der die Seven Summits, die höchsten Gipfel der sieben Kontinente bestiegen hat. Mit 55 Jahren stellt er außerdem einen Altersrekord auf dem Mount Everest auf.
- 1993: Die Tennisspielerin Monica Seles wird in Hamburg während des Spiels gegen Magdalena Maleewa Opfer eines Attentates durch den psychisch gestörten Steffi-Graf-„Fan“ Günter Parche. Das Messerattentat zwingt sie zu einer 27-monatigen Pause.
- 1994: In Imola wird der Große Preis von San Marino durchgeführt. Das Training kostet den Österreicher Roland Ratzenberger das Leben.

Einträge von Leichtathletik-Weltrekorden befinden sich unter der jeweiligen Disziplin unter Leichtathletik.

## Geboren

### Vor dem 18. Jahrhundert
- 1306: Andrea Dandolo, Doge von Venedig
- 1310: Kasimir III., letzter Herrscher Polens aus dem Haus der Piasten
- 1331: Gaston III., Graf von Foix, Vizegraf von Béarn und Kofürst von Andorra
- 1383: Anne, Countess von Northampton

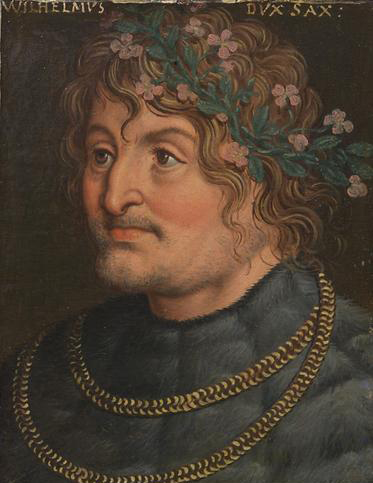
Wilhelm III. (* 1425)

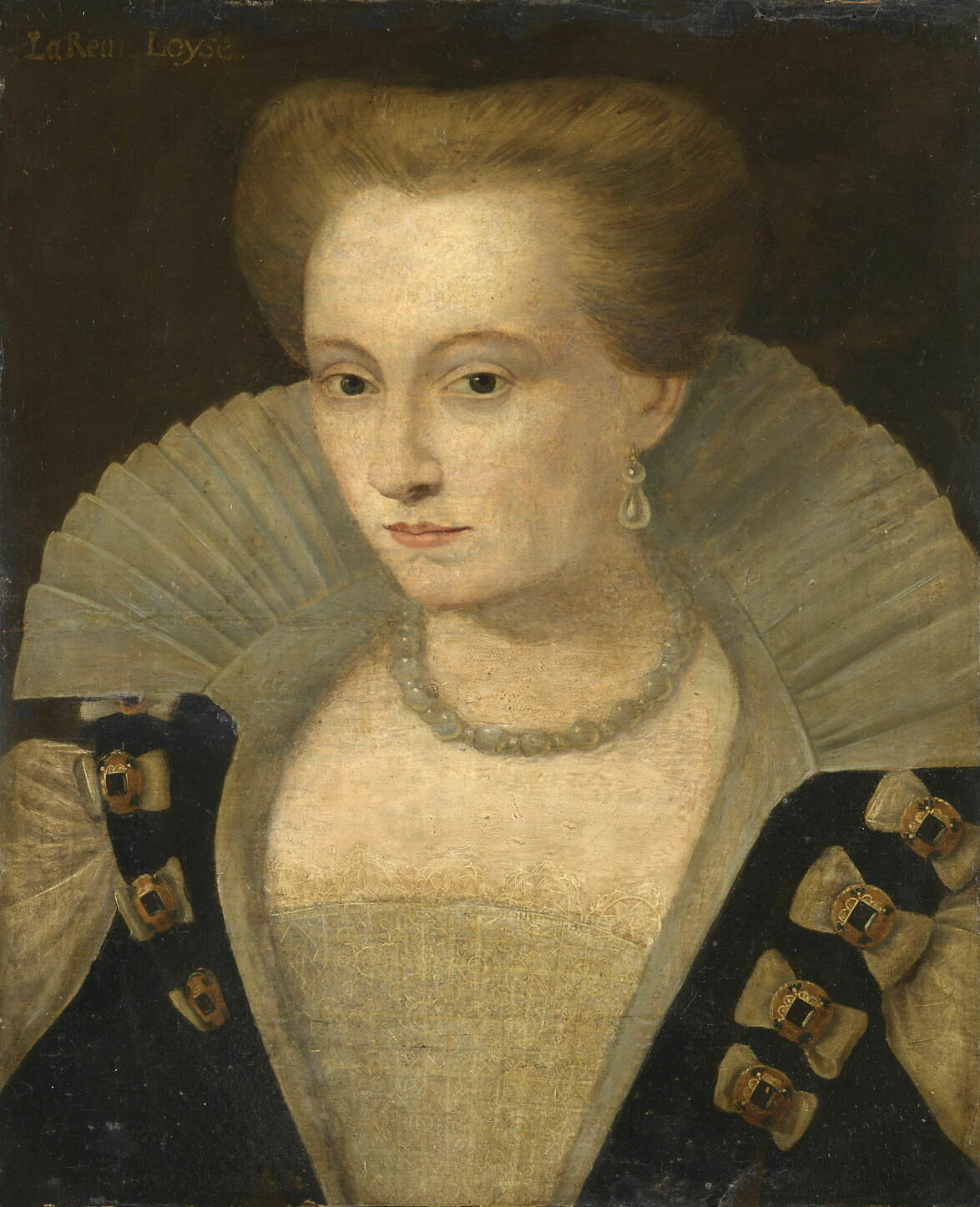
Louise de Lorraine-Vaudémont (* 1553)

- 1425: Wilhelm der Tapfere, Herzog von Sachsen
- 1437: Johann I. Thurzo, Patrizier, Kaufmann und Montanunternehmer
- 1503: Johann III. von Henneberg-Schleusingen, Fürstabt von Fulda
- 1504: Francesco Primaticcio, französischer Maler, Bildhauer und Architekt des Manierismus
- 1512: Georg II., Herzog von Münsterberg und Oels
- 1539: Barbara von Österreich, Herzogin von Ferrara
- 1545: Cornelis Fransz. de Witt, holländischer Politiker
- 1551: Jacopo da Empoli, italienischer Maler
- 1553: Louise de Lorraine-Vaudémont, von 1575 bis 1589 Königin von Frankreich
- 1562: Georg Friedrich I., Graf zu Hohenlohe-Waldenburg
- 1587: Éléonore de Bourbon-Condé, Fürstin von Oranien
- 1595: Henri II. de Montmorency, französischer Heerführer, Vizekönig von Neu-Frankreich und Gouverneur des Languedoc
- 1623: François de Montmorency-Laval, erster katholischer Bischof in Kanada
- 1630: Ernst Gottlieb von Börstel, kurbrandenburgischer Kriegsrat und Gouverneur von Magdeburg
- 1642: Christian Weise, deutscher Schriftsteller, Dramatiker und Pädagoge
- 1651: Johannes Baptist de La Salle, französischer Ordensstifter und Pädagoge
- 1662: Maria II., Königin von England, Schottland und Irland
- 1664: François Louis de Bourbon, Fürst von Conti
- 1685: Hermann Friedrich Teichmeyer, deutscher Mediziner
- 1687: Pedro Cebrián y Agustín, spanischer Offizier, Diplomat und Kolonialverwalter, Vizekönig von Neuspanien
- 1694: William Pitkin, britischer Politiker und Gouverneur der Colony of Connecticut
- 1700: Jakob Pool, Schweizer Kaufmann und Plantagenbesitzer

### 18. Jahrhundert
- 1709: Christian Gottlieb Ludwig, deutscher Arzt und Botaniker
- 1710: Johann Kaspar Basselet von La Rosée, bayerischer General
- 1723: Mathurin-Jacques Brisson, französischer Zoologe und Naturphilosoph
- 1729: Pierre-Jacques Volaire, französischer Landschaftsmaler
- 1730: Gustav Ludwig von der Marwitz, preußischer General
- 1738: Maria Wilhelmina von Auersperg, österreichische Adelige und Hofdame Maria Theresias
- 1745: Wilhelm Heinrich Bethmann, deutscher Orgelbauer
- 1750: Friedrich Hildebrand von Einsiedel, deutscher Jurist und Schriftsteller
- 1756: Philipp Friedrich Theodor Meckel, deutscher Mediziner
- 1760: Johann Gottlob Nathusius, deutscher Kaufmann und Großindustrieller
- 1767: Jean Pierre Frédéric Ancillon, preußischer Staatsmann und Erzieher des späteren Königs Friedrich Wilhelm IV. von Preußen
- 1771: Friedrich Wilhelm von Mauvillon, preußischer Oberst und Militärschriftsteller
- 1772: Karl Himly, deutscher Augenarzt
- 1773: Johann Karl Burckhardt, deutscher Astronom
- 1774: Friedrich Wilhelm von Mauvillon, preußischer Oberst und Militärschriftsteller
- 1775: Nicolás Rodríguez Peña, argentinischer Politiker

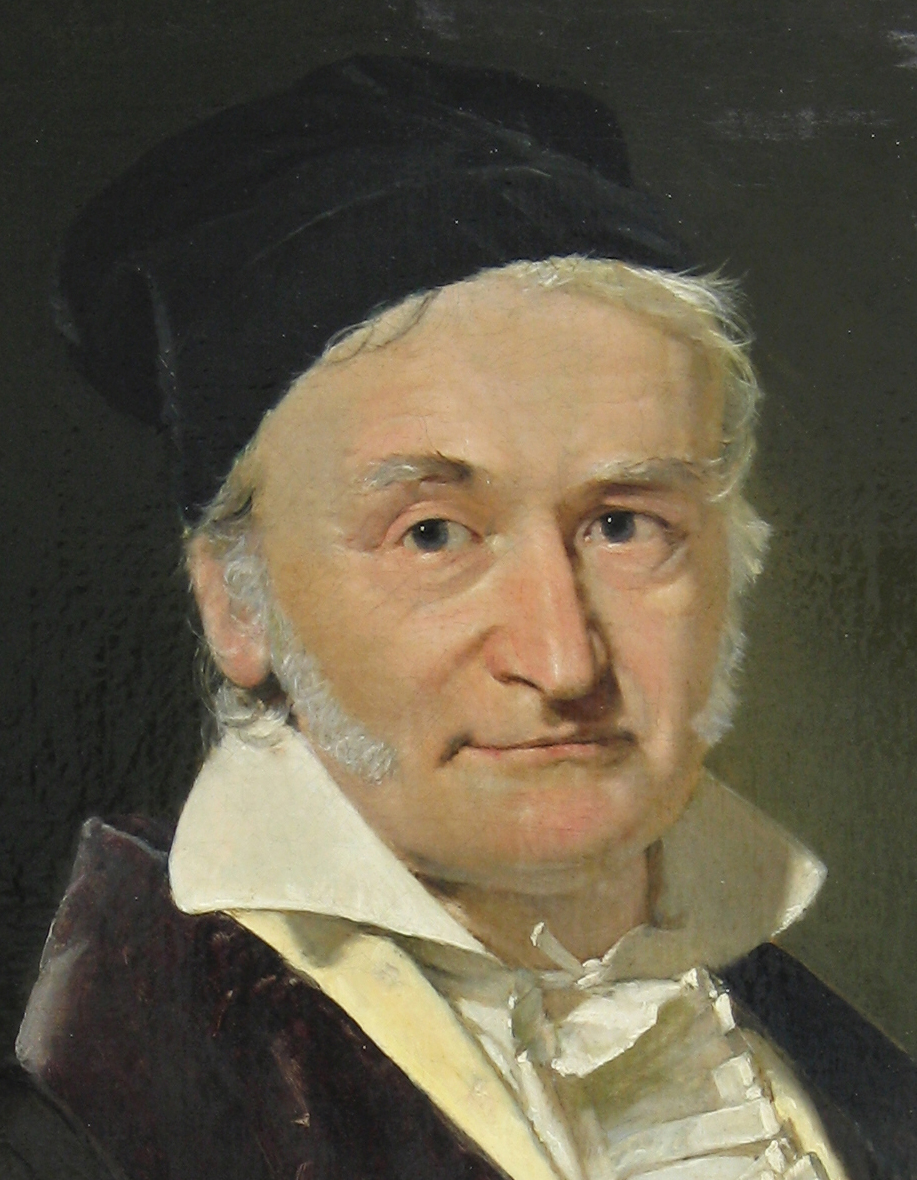
Carl Friedrich Gauß (* 1777)

- 1777: Carl Friedrich Gauß, deutscher Mathematiker
- 1790: Karl Wilhelm von Willisen, preußischer General
- 1795: Christian Casimir Brittinger, deutscher Botaniker, Entomologe und Ornithologe
- 1798: Albert, Fürst von Schwarzburg-Rudolstadt

### 19. Jahrhundert

#### 1801–1850
- 1803: Albrecht von Roon, preußischer General und Minister

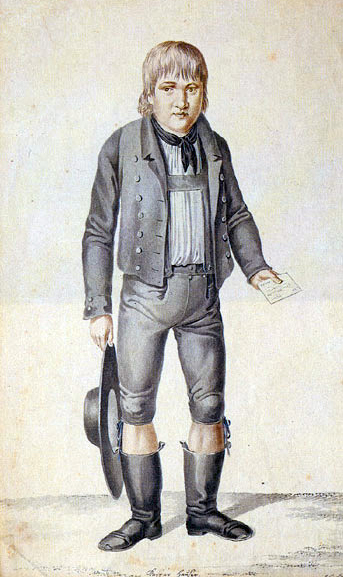
Kaspar Hauser (* 1812)

Robena Anne Laidlaw (* 1819)

- 1812: Kaspar Hauser, deutsches Findelkind ungeklärter Herkunft
- 1813: Wilhelm Ludwig Abeken, deutscher klassischer Archäologe
- 1814: Louis-Constant Henriod, Schweizer evangelischer Geistlicher
- 1819: Robena Anne Laidlaw, englische Pianistin
- 1822: Heinrich Philipp Ludwig Kalkmann, deutscher Kaufmann und Konsul
- 1823: Paul Janet, französischer Philosoph
- 1825: Charles Monselet, französischer Schriftsteller und Journalist, Lyriker und Librettist
- 1826. Georg von Babich, österreichischer Feldmarschallleutnant
- 1826: Julius von Ficker, deutsch-österreichischer Historiker
- 1829: Ferdinand von Hochstetter, Geologe, Naturforscher und Entdecker
- 1831: Romolo Gessi, italienischer Afrikareisender
- 1833: August Schaeffer von Wienwald, österreichischer Maler
- 1835: Franz Defregger, österreichischer Genre- und Historienmaler
- 1838: Albert Kündig, Schweizer Unternehmer und Politiker
- 1839: Karl Salvator von Österreich-Toskana, österreichischer Erzherzog und Prinz von Toskana
- 1840: Jean-Etienne Dufour, Schweizer Unternehmer und Politiker
- 1840: Eberhard Hillebrand, deutscher Architekt und Bauunternehmer
- 1841: Karl Klietsch, böhmischer Maler und Grafiker
- 1845: Jakob Lutz, Schweizer Lehrer und Politiker
- 1846: Karl Piutti, deutscher Komponist
- 1847: Johan Jacob Ahrenberg, finnlandschwedischer Architekt und Schriftsteller
- 1848: Eugène Simon, französischer Arachnologe
- 1849: Ludwig Milde, tschechischer Fagottist, Komponist und Fagottlehrer
- 1850: Richard Zeckwer, US-amerikanischer Komponist

#### 1851–1900

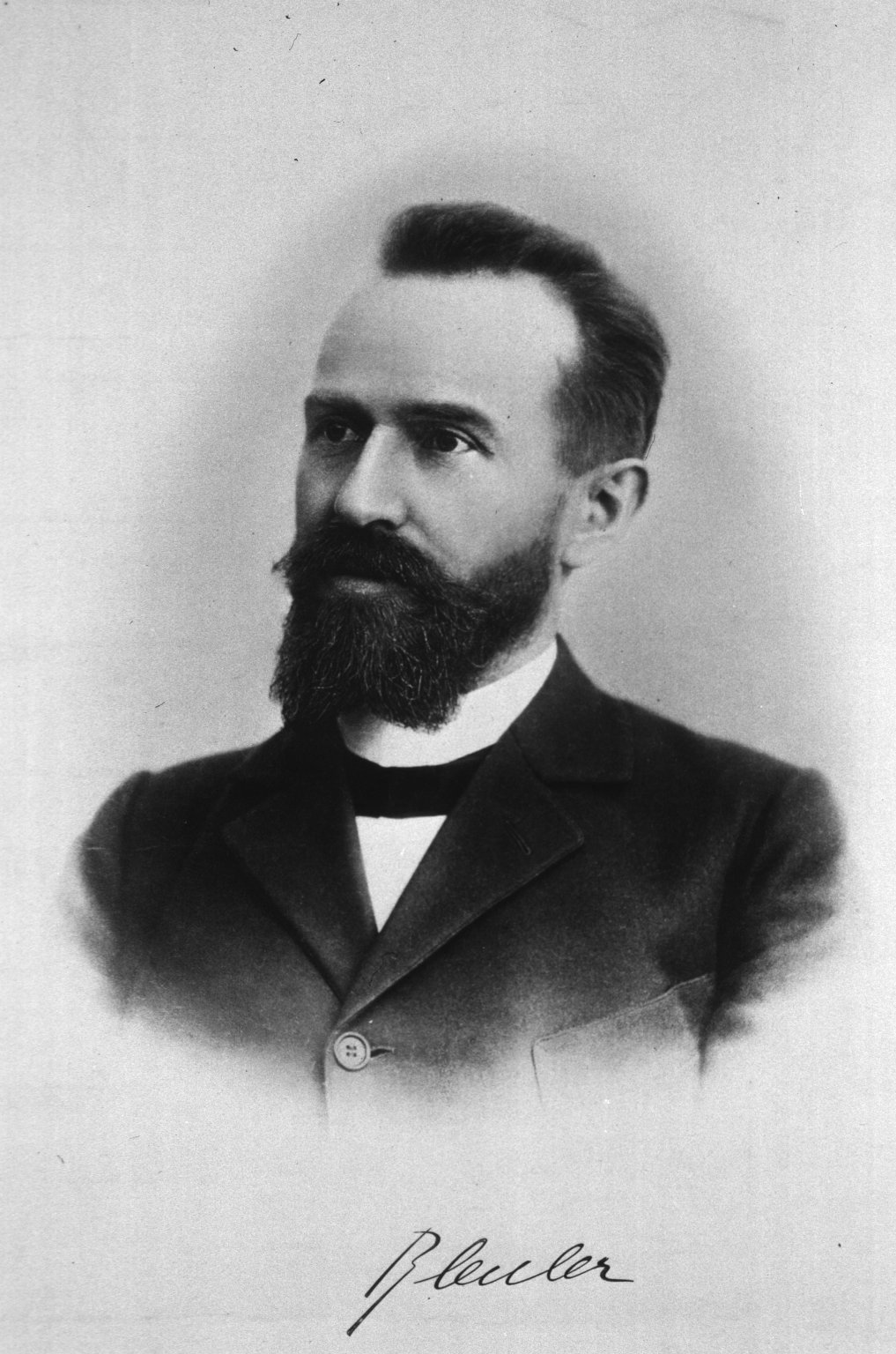
Eugen Bleuler (* 1857)

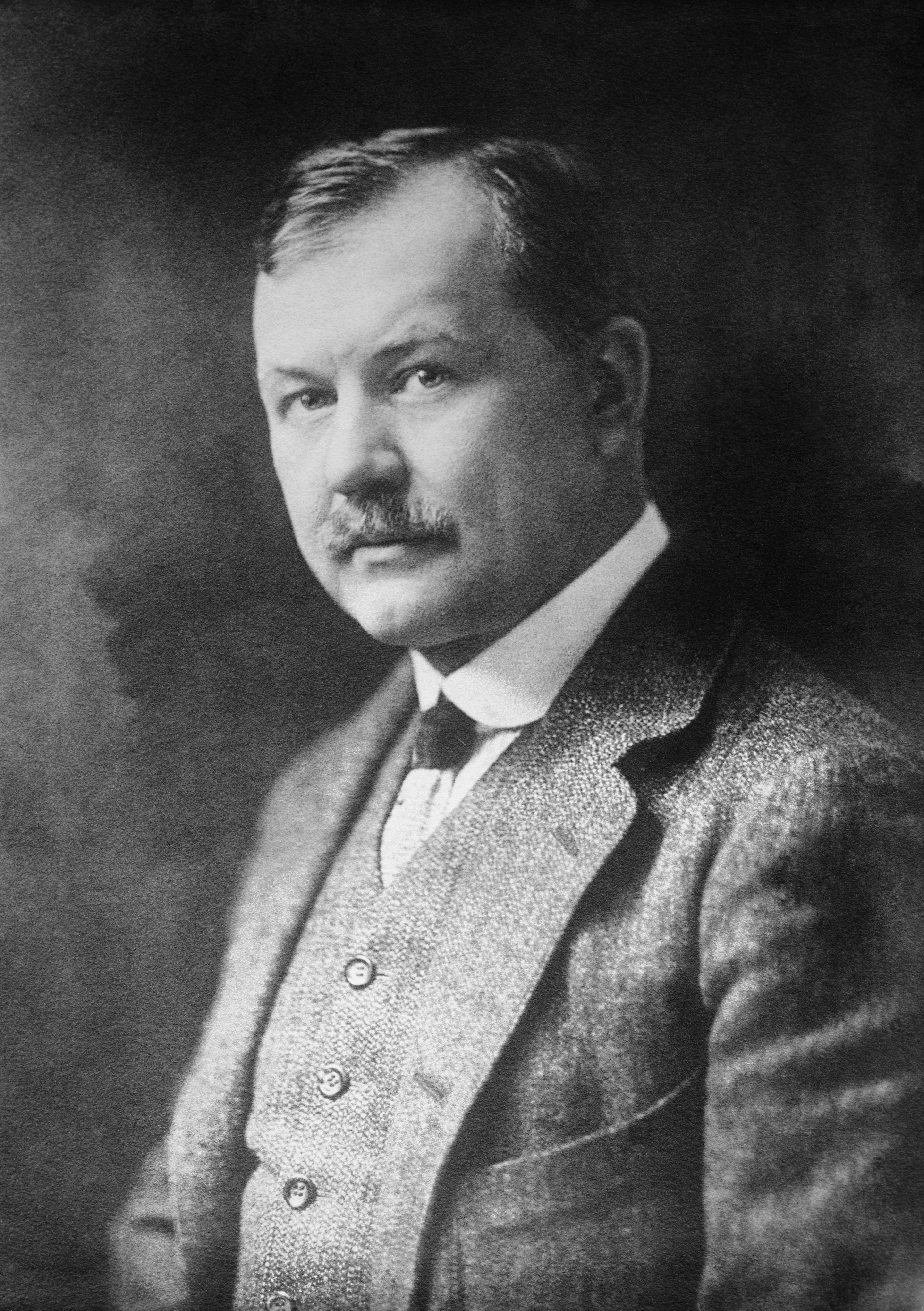
Franz Lehár (* 1870)

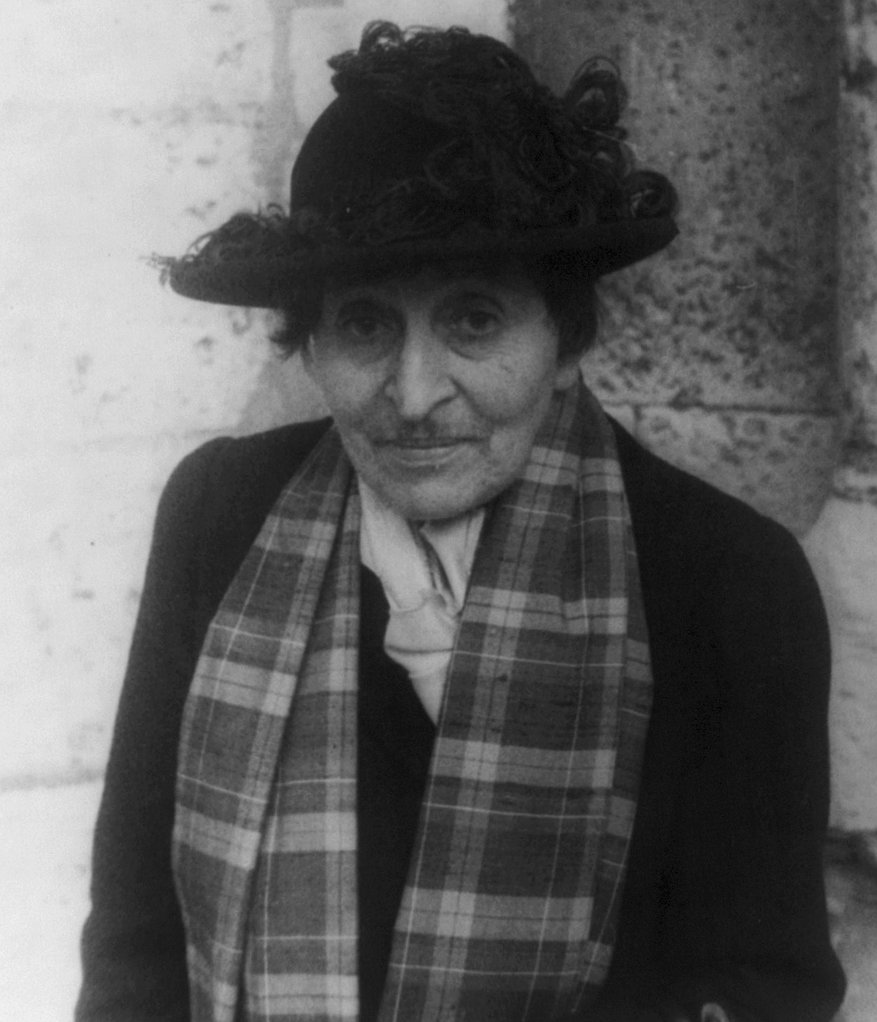
Alice B. Toklas (* 1877)

Thea Schleusner (* 1879)

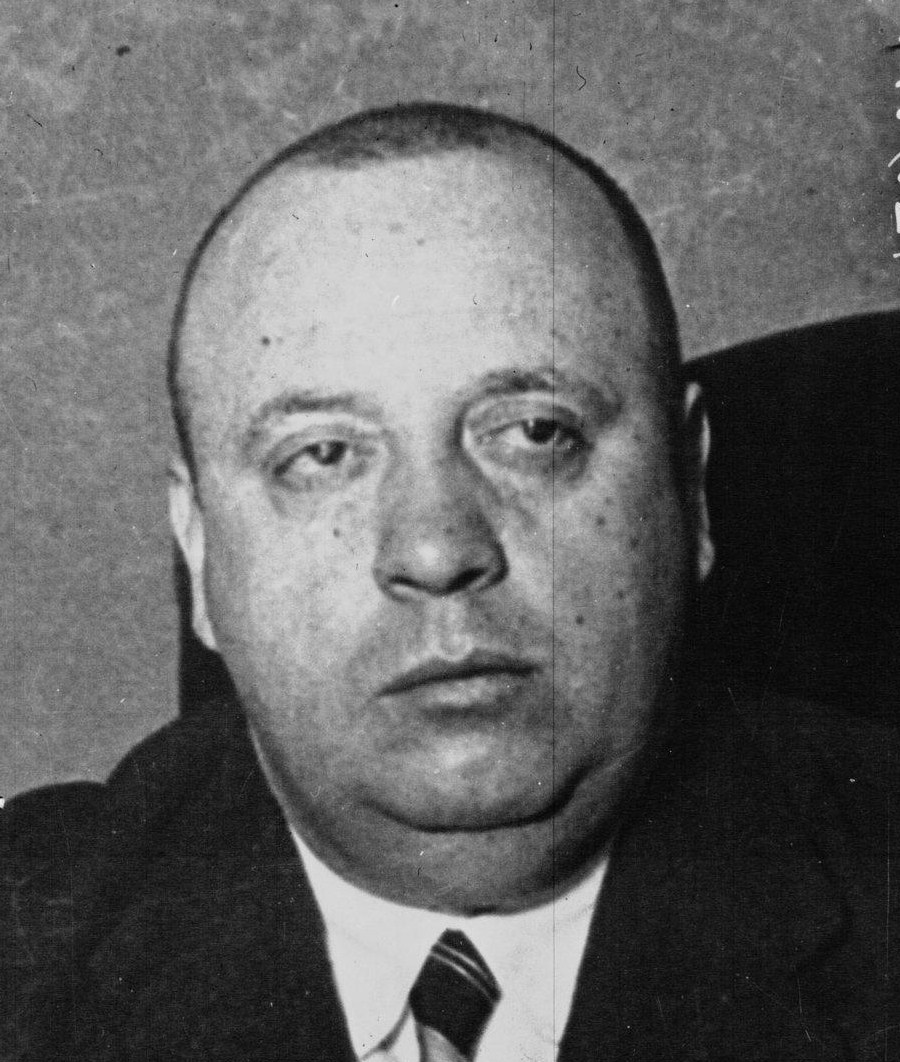
Indalecio Prieto (* 1883)

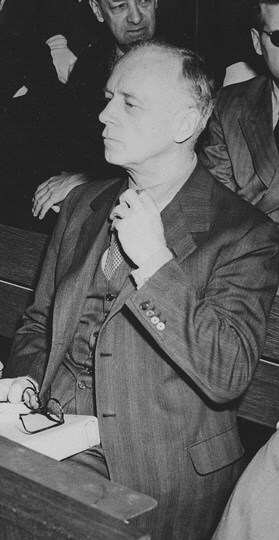
Joachim von Ribbentrop (* 1893)

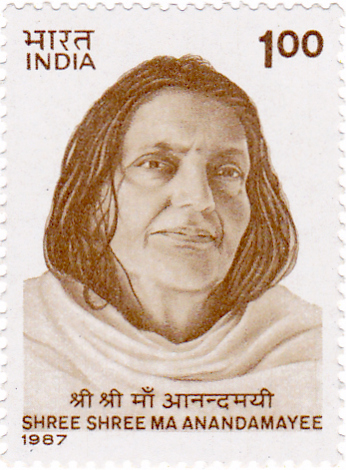
Anandamayi Ma (* 1896)

- 1852: Hans Bachmann, Schweizer Maler
- 1852: Marcell Driver, deutscher Jurist und Politiker
- 1857: Eugen Bleuler, Schweizer Psychiater
- 1861: Eduard Adler, deutscher Journalist und Kommunalpolitiker
- 1863: Max Skladanowsky, Wegbereiter der Filmkunst in Deutschland
- 1864: Georges Durand, französischer Journalist und Motorsportfunktionär
- 1864: Léonce Girardot, französischer Automobilrennfahrer
- 1865: Max Nettlau, deutscher Historiker
- 1866ː Clara Nast, deutsche Bestseller und Kinderbuchautorin
- 1866: Alexander Tille, deutscher Philosoph
- 1869: Arthur Letondal, kanadischer Organist, Musikpädagoge und Komponist
- 1869: Hans Poelzig, deutscher Architekt
- 1870: Homer S. Cummings, US-amerikanischer Politiker
- 1870: Wilhelm Nicolaus Dannhof, deutscher Bankdirektor und Unternehmer
- 1870: Franz Lehár, ungarisch-österreichischer Komponist
- 1870: Dhundiraj Govind Phalke, indischer Filmregisseur
- 1872ː Constanze von Wetter-Rosenthal, baltische Bildhauerin
- 1873: Carl Auffenberg, deutscher Jurist und Politiker
- 1874: Martha Burkhardt, Schweizer Malerin, Zeichnerin, Illustratorin, Fotografin, Autorin und Sozialfürsorgerin
- 1875: Friedrich Opel, deutscher Radsportler, Ingenieur, Automobilrennfahrer und Unternehmer
- 1876ː Clara Behrend, deutsche Schriftstellerin, Holocaustopfer
- 1876ː Elsa Leipen, österreichisch-US-amerikanische Schriftstellerin
- 1876ː Margarete Wolff, deutsche Gewerkschafterin, Opfer des Holocaust
- 1877: Fritz von Herzmanovsky-Orlando, österreichischer Schriftsteller und Zeichner
- 1877: Julius Oetiker, Schweizer Jurist und Staatsbeamter
- 1877: Alice B. Toklas, US-amerikanische Kochbuchautorin
- 1878: Fernand Gabriel, französischer Automobilrennfahrer
- 1879: Georg Queri, deutscher Schriftsteller, bayerischer Heimatdichter
- 1879: Thea Schleusner, deutsche Malerin und Schriftstellerin
- 1881: Julian F. Abele, US-amerikanischer Architekt
- 1881: Leopold Ziegler, deutscher Philosoph
- 1882: Else Wenz-Viëtor, deutsche Kinderbuchillustratorin
- 1883: Hans Breuer, deutscher Arzt und Volksliedersammler
- 1883: Jaroslav Hašek, tschechischer Schriftsteller
- 1883: Indalecio Prieto, spanischer Politiker
- 1884: Arthur Erich Haas, österreichischer Physiker
- 1884: Walter Schröder, deutscher Schriftsteller
- 1884: Wilhelm Steinhaus, deutscher Experte für physikalische Metallkunde
- 1885: Harold Craxton, britischer Pianist, Komponist und Musikpädagoge
- 1885: Hans Lembke, deutscher Maler und Zeichenlehrer
- 1885: Luigi Russolo, italienischer futuristischer Maler und Komponist
- 1887: Lawrence Duhé, US-amerikanischer Klarinettist und Bandleader
- 1888: David Jacobs, britischer Leichtathlet, Olympiasieger
- 1888: Hans Reingruber, Minister für Verkehr der DDR
- 1888: Antonio Sant’Elia, italienischer Architekt
- 1889: Fritz Pfeffer, deutsches Opfer der Nationalsozialisten
- 1890: Ludwig Adamovich sen., österreichischer Jurist
- 1892: Norbert Sprongl, österreichischer Komponist
- 1893: Gyula Breyer, ungarischer Schachmeister
- 1893: Geigerfränzje, deutscher Musiker und Alleinunterhalter
- 1893: Jérôme Marcadanti, französischer Autorennfahrer
- 1893: Joachim von Ribbentrop, deutscher NS-Politiker, Reichsminister des Auswärtigen, Kriegsverbrecher
- 1893ː Rosa Walk, österreichische Psychoanalytikerin und Opfer der Shoah
- 1894: Leon Duray, US-amerikanischer Autorennfahrer
- 1894: Herbert Vere Evatt, australischer Politiker
- 1895: Wilhelm Vischer, Schweizer Pastor und Theologe
- 1896: Anandamayi Ma, indische spirituelle Meisterin
- 1896: Gary Davis, Blues-Gitarrist
- 1896: Hans List, österreichischer Unternehmer
- 1899: Ottavio Barbieri, italienischer Fußballspieler und -trainer
- 1899: Lucie Mannheim, deutsch-britische Schauspielerin
- 1899: Olaf Wieghorst, dänisch-US-amerikanischer Maler
- 1900: Carl Hinrichs, deutscher Archivar und Historiker

### 20. Jahrhundert

#### 1901–1925
- 1901: Simon Smith Kuznets, US-amerikanischer Ökonom russisch-jüdischer Herkunft, Nobelpreisträger
- 1901: György Orth, ungarischer Fußballspieler und -trainer
- 1902: Juan Peregrino Anselmo, uruguayischer Fußballspieler
- 1902: Theodore W. Schultz, US-amerikanischer Ökonom, Nobelpreisträger
- 1903: Günter Raphael, deutscher Komponist
- 1906: Herbert Ferber, US-amerikanischer Bildhauer
- 1906: Alfred Rotsch, deutscher Chemiker und Getreideforscher
- 1906: Willi Schirrmacher, deutscher Politiker
- 1907: Ludwig Rödl, deutscher Schachspieler
- 1908: Eve Arden, US-amerikanische Schauspielerin
- 1908: Jean Rilliet, Schweizer evangelischer Geistlicher und Hochschullehrer

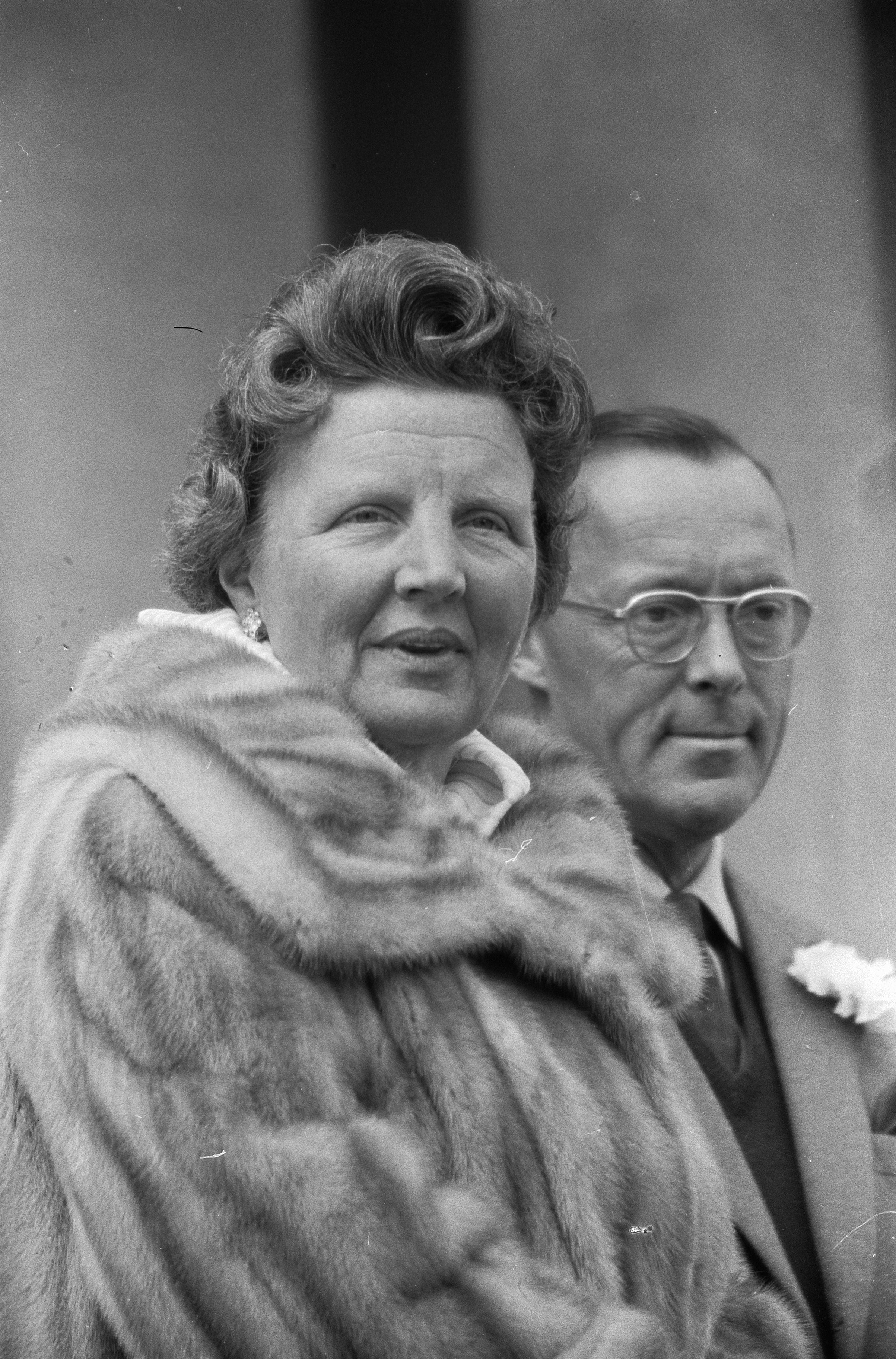
Königin Juliana (* 1909)

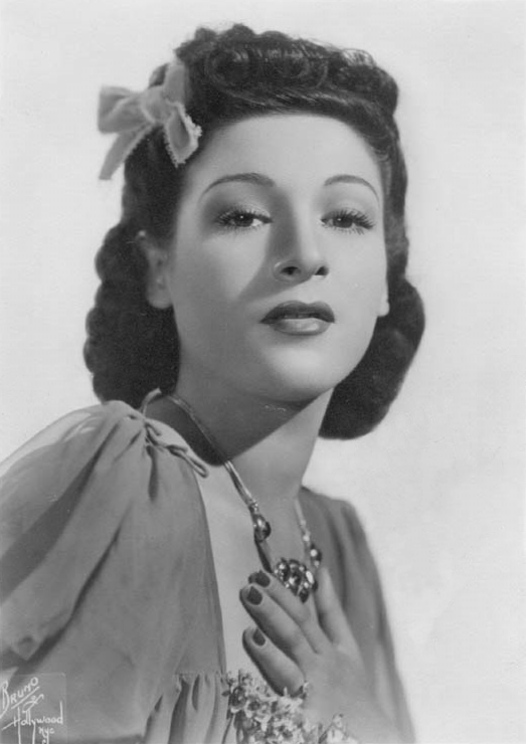
Bea Wain (* 1917)

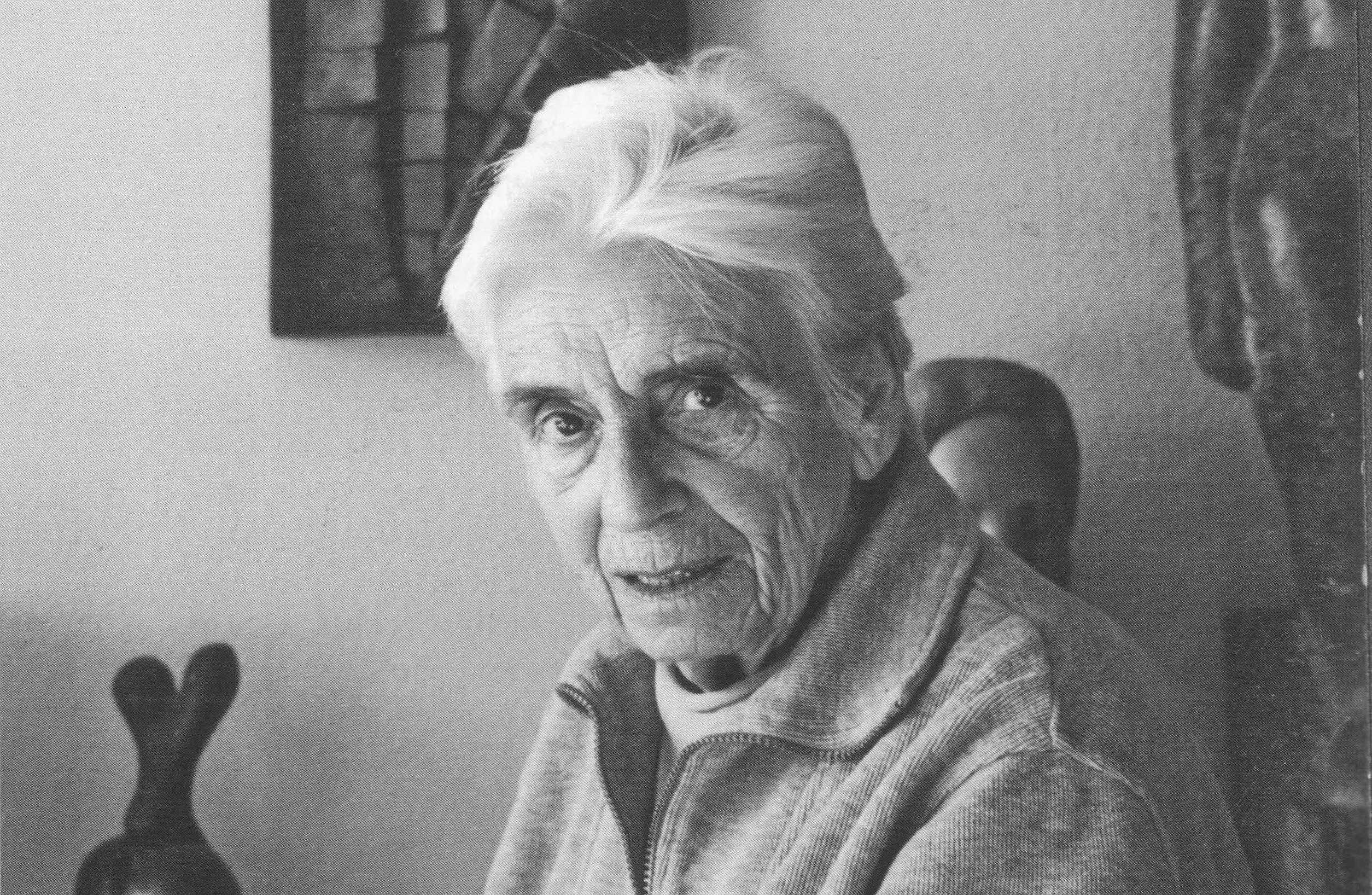
Eva Zippel in ihrem Atelier (* 1925)

- 1909: Juliana, niederländische Königin
- 1909: René Deltgen, Luxemburger Schauspieler
- 1910: Herbert Adamski, deutscher Ruderer
- 1910: Walter Kienitz, deutscher Brigadegeneral der Luftwaffe, Unterabteilungsleiter im Bundesnachrichtendienst
- 1910: Pierre Lantier, französischer Komponist
- 1911: Peter Blachstein, deutscher Politiker, MdB
- 1911: Roger Hilton, britischer Maler
- 1911: Werner S. Landecker, deutscher Rechtswissenschaftler und Soziologe
- 1911: Luise Rinser, deutsche Schriftstellerin
- 1912: Rudolf Pörtner, deutscher Schriftsteller und Historiker
- 1913: Américo Belloto Varoni, argentinischer Geiger und Dirigent
- 1913: Christian Maurer, Schweizer evangelischer Geistlicher und Hochschullehrer
- 1913: Willy Schäfer, Schweizer Handballspieler
- 1913: Ferdinand Thomas, deutscher Widerstandskämpfer
- 1914: Franz Kessler, deutscher Musikwissenschaftler und Hochschullehrer
- 1915: Hermann Aumer, deutscher Politiker
- 1916: Claude Shannon, US-amerikanischer Mathematiker
- 1916: Otto Bertram, deutscher Offizier
- 1916: Phil Brown, US-amerikanischer Schauspieler
- 1917: Bea Wain, US-amerikanische Sängerin und Hörfunk-Moderatorin
- 1918: Don McNeill, US-amerikanischer Tennisspieler
- 1920: Duncan Hamilton, irischer Formel-1-Rennfahrer
- 1921: Pierre Flahault, französischer Autorennfahrer
- 1922: Kurt Herget, deutscher Fußballspieler
- 1923: Hans Jürgen Diedrich, deutscher Schauspieler und Kabarettist
- 1923: Percy Heath, US-amerikanischer Jazz-Musiker
- 1923: Stefan Remenkow, bulgarischer Komponist und Pianist
- 1924: Ilja Prachař, tschechischer Schauspieler
- 1924: Erhard Heinz, deutscher Mathematiker
- 1925: Corinne Calvet, französische Schauspielerin
- 1925ː Brigitte Christern-Briesenick,  deutsche Christliche Archäologin
- 1925: Johnny Horton, US-amerikanischer Country-Sänger
- 1925: Rudolf Kuznezow, deutscher Fußballspieler
- 1925: Rudolf Radke, deutscher Journalist
- 1925ː Eva Zippel, deutsche Bildhauerin

#### 1926–1950
- 1926: Wilhelm Bierfelder, deutscher Wirtschaftswissenschaftler

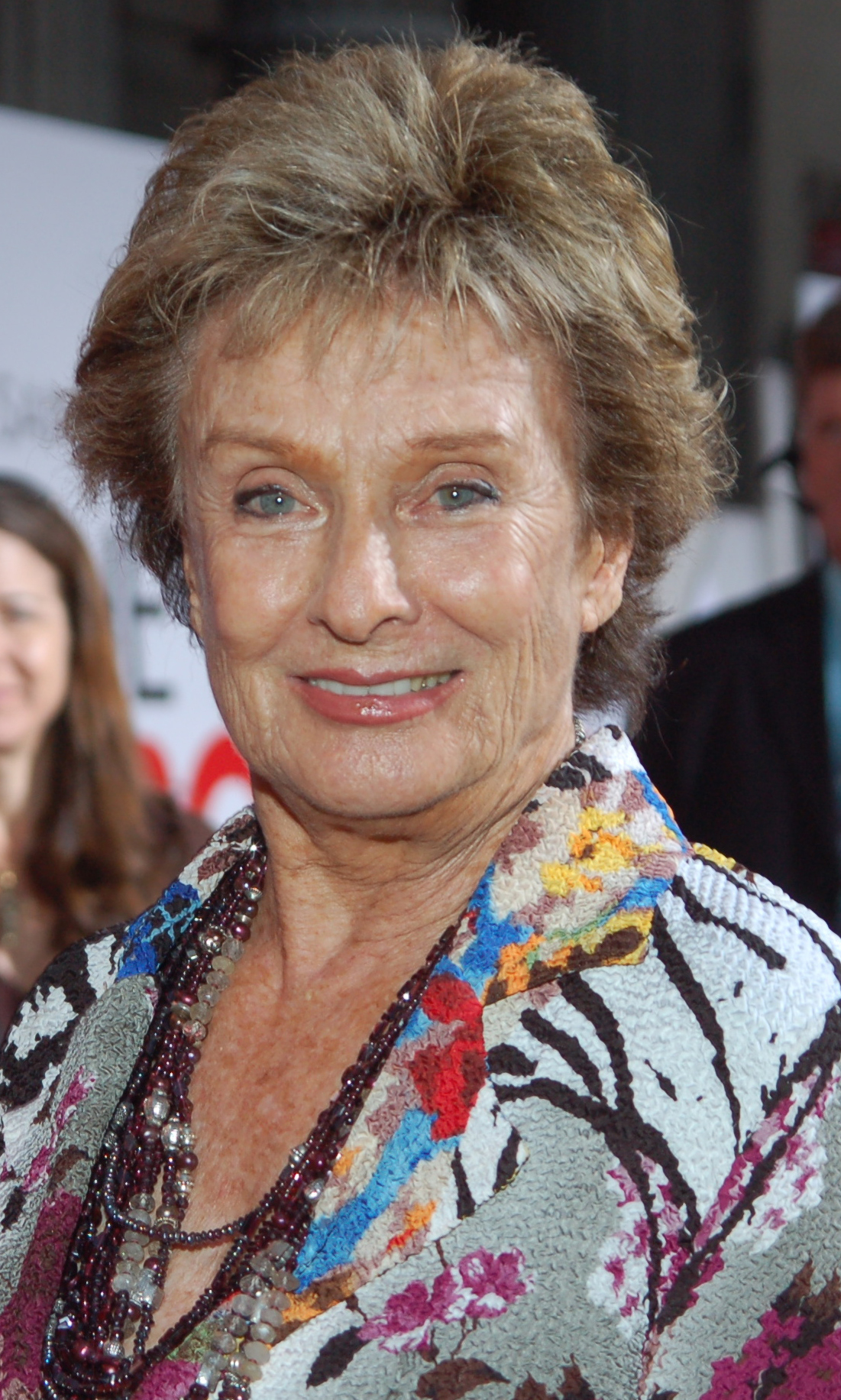
Cloris Leachman (* 1926)

- 1926: Cloris Leachman, US-amerikanische Schauspielerin
- 1927: Jannette Burr, US-amerikanische Skirennläuferin
- 1927: Gerhard Rill, österreichischer Archivar
- 1928: Peter Carsten, deutscher Schauspieler
- 1928: Georg Gerster, Schweizer Fotograf und Flugbild-Pionier
- 1929: Klausjürgen Wussow, deutscher Schauspieler
- 1930: Julius Adler, US-amerikanischer Biochemiker
- 1931: Adriana Asti, italienische Schauspielerin
- 1931: Willy Harlander, deutscher Polizist und Tischler, Orgelbauer und bayerischer Volksschauspieler
- 1932: Umar Kayam, indonesischer Schriftsteller
- 1933: Karla Erbová, tschechische Dichterin
- 1933: Reinhold Johannes Buhl, deutscher Musiker
- 1933: John F. Nolan, US-amerikanischer Schauspieler
- 1934: Jerry Lordan, britischer Komponist, Sänger und Musiker.
- 1934: Jürgen Schneider, deutscher Bauunternehmer und Bankrotteur
- 1935: Georg Immelmann, deutscher Theaterregisseur und Intendant
- 1936: Regine Ribbeck, deutsche Tiermedizinerin und Hochschullehrerin
- 1936: Monika Dahlberg, deutsche Sängerin und Schauspielerin
- 1937: Anton Šoltýs, tschechoslowakischer Skirennläufer
- 1938: Fips Asmussen, deutscher Komiker und Alleinunterhalter
- 1938: Jürgen Schmidt, deutscher Schauspieler

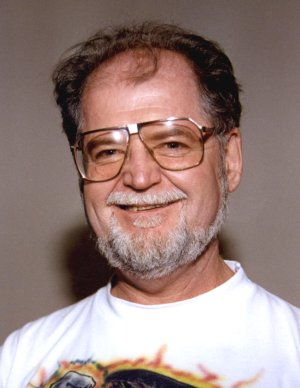
Larry Niven (* 1938)

- 1938: Larry Niven, US-amerikanischer Science-Fiction-Schriftsteller
- 1939: Trautl Brandstaller, österreichische Journalistin, Schriftstellerin und Fernsehredakteurin
- 1939: William H. Calvin, US-amerikanischer Neurobiologe und Autor
- 1939ː Nannie Porres, schwedische Jazz- und Balladensängerin, Theaterschauspielerin
- 1940: John Grew, kanadischer Organist, Cembalist und Musikpädagoge
- 1940: Darrell McCall, US-amerikanischer Musiker
- 1940: Ermindo Angel Onega, argentinischer Fußballspieler
- 1940: Ekkehard Weber, österreichischer Althistoriker, Epigraphiker und Altphilologe
- 1941: Sean Arnold, britischer Schauspieler
- 1941: Bruno Franceschetti, italienischer Turner
- 1941: Luis Antonio García Navarro, spanischer Dirigent
- 1941: Heinz Prüller, österreichischer Journalist
- 1941: Stavros Dimas, griechischer Jurist, Minister und EU-Kommissar
- 1942: Per Pallesen, dänischer Schauspieler
- 1942: Alexander Wedderburn, britischer Theologe
- 1943: David Zane Mairowitz, US-amerikanischer Schriftsteller
- 1943: Frederick Chiluba, sambischer Präsident
- 1943: Rob McFarlin, US-amerikanischer Autorennfahrer
- 1943: Bobby Vee, US-amerikanischer Sänger
- 1944: Andy Kulberg, US-amerikanischer Rockmusiker

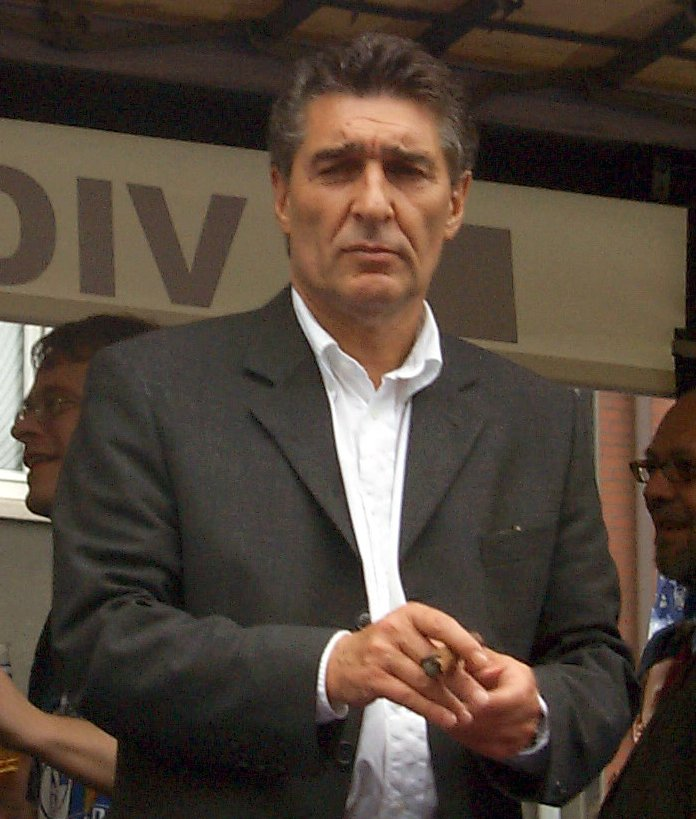
Rudi Assauer (* 1944)

- 1944: Rudi Assauer, deutscher Fußballmanager
- 1945: Aleksander Ciążyński, polnischer Hockeyspieler
- 1945: Max Cohen-Olivar, marokkanischer Autorennfahrer
- 1945: Ulla Hahn, deutsche Schriftstellerin
- 1945: Robert McHenry, US-amerikanischer Autor
- 1945: Hannelore Huber, österreichische Psychologin
- 1946: Bill Plympton, US-amerikanischer Trickfilmzeichner
- 1946: Carl XVI. Gustaf, schwedischer König
- 1947: Margene Adkins, US-amerikanischer American-Football-Spieler
- 1947: Joe Blasco, US-amerikanischer Maskenbildner
- 1947: Jaume Cabré, spanischer Philologe und Schriftsteller
- 1947: Thomas Goppel, deutscher Pädagoge, Minister und EU-Minister
- 1947: Ramiz Quliyev, aserbaidschanischer Tarspieler und Musikpädagoge
- 1947: Wolfgang Rausch, deutscher Fußballspieler
- 1947: Karin von Welck, deutsche Ethnologin und Kommunalpolitikerin
- 1948: John Cooper, britischer Autorennfahrer

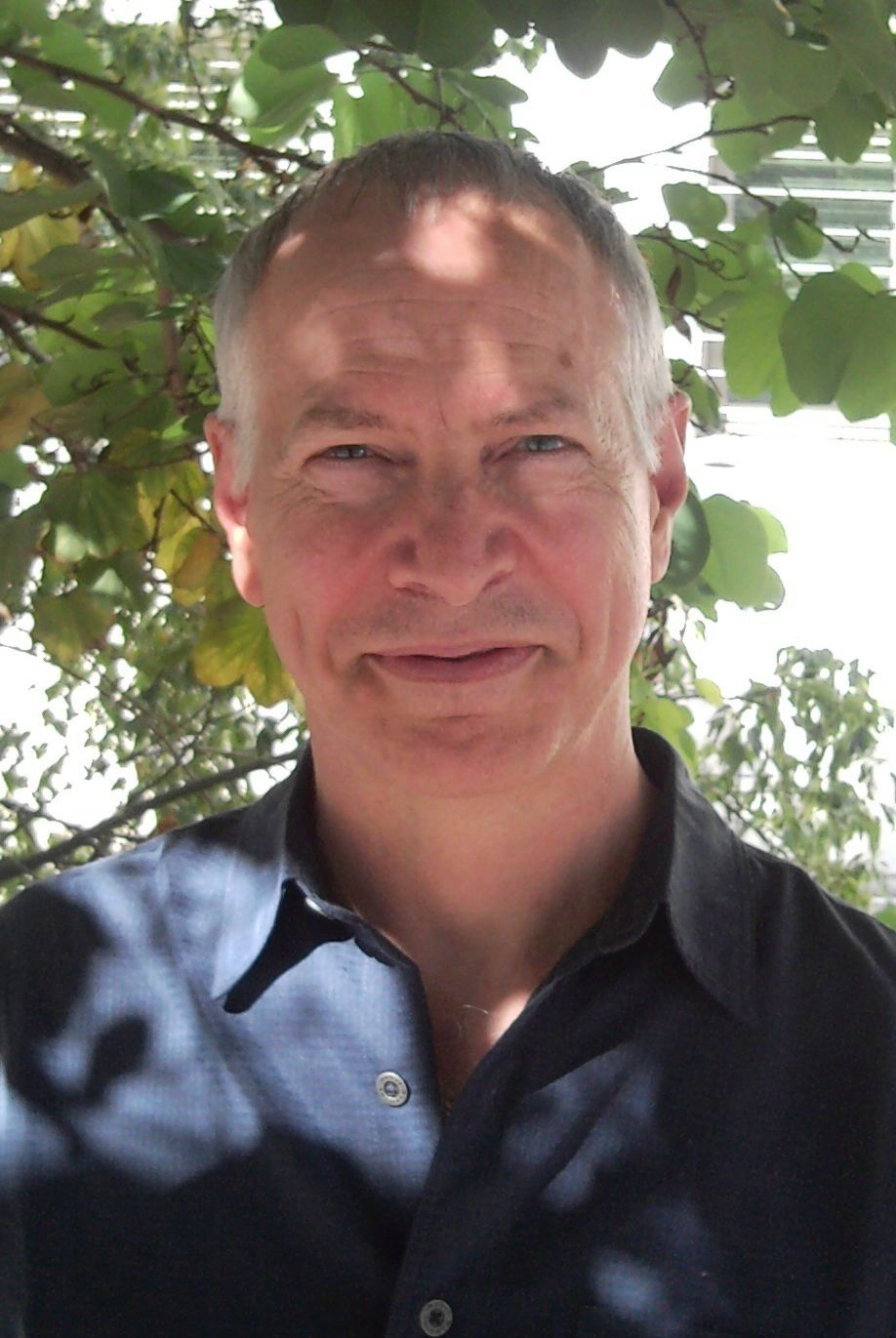
Robert Tarjan (* 1948)

- 1948: Robert Tarjan, US-amerikanischer Informatiker
- 1949: António Guterres, portugiesischer Premierminister und UNO-Generalsekretär
- 1949: Jean-Louis Bousquet, französischer Autorennfahrer
- 1949: Karl Meiler, deutscher Tennisspieler
- 1950: Ursula Auerswald, deutsche Ärztin und Politikerin
- 1950: Pedro Barceló, spanisch-deutscher Althistoriker
- 1950: Iris Davis, US-amerikanische Sprinterin
- 1950: Christine Hohmann-Dennhardt, deutsche Hochschullehrerin, Richterin des Bundesverfassungsgerichts und Politikerin

#### 1951–1975
- 1951: Garabed Antranikian, deutscher Biologe
- 1951: Jacek Rostowski, polnischer Wirtschaftswissenschaftler und Politiker

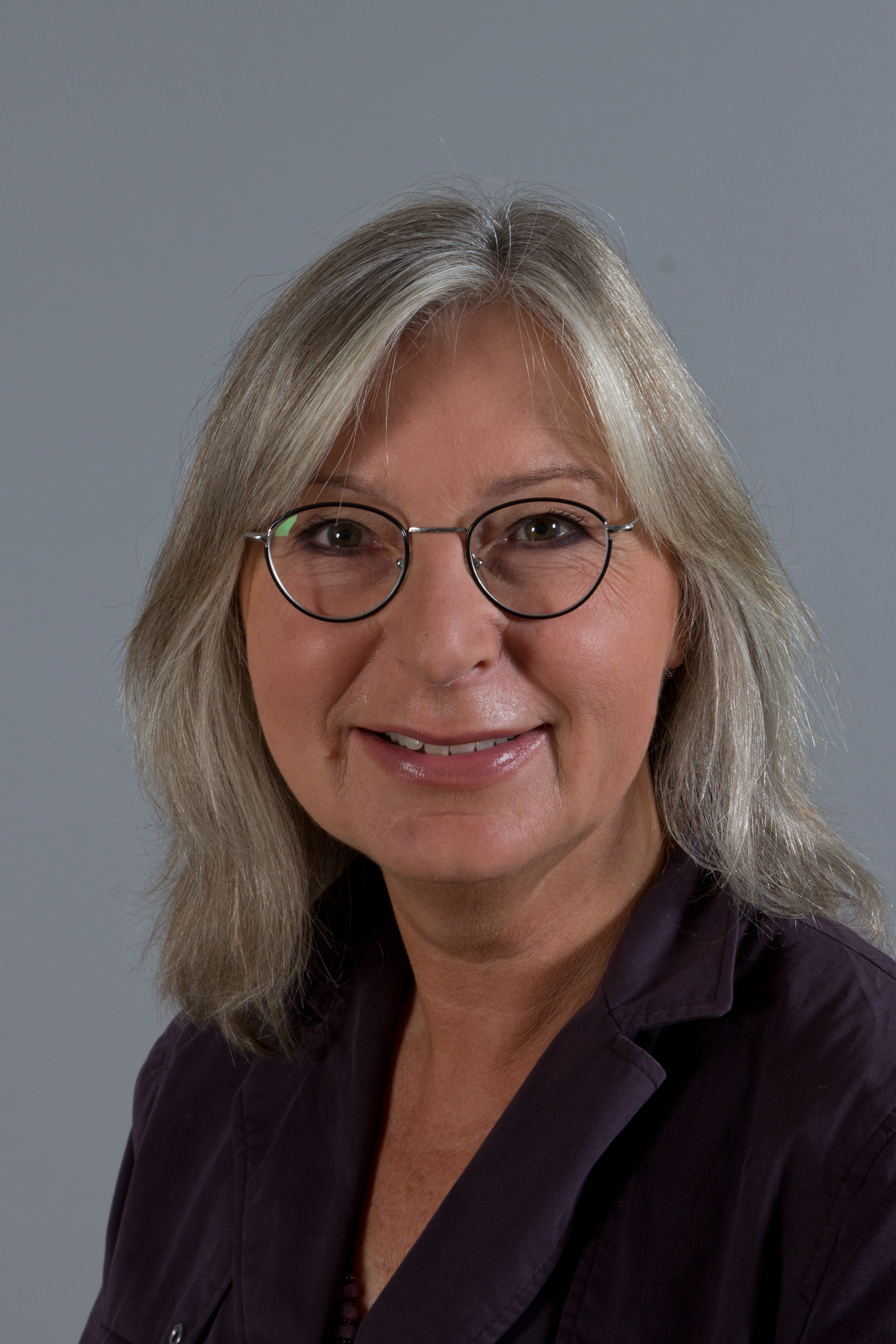
Gitta Trauernicht (* 1951)

- 1951: Gitta Trauernicht, deutsche Politikerin
- 1952: Jacques Audiard, französischer Regisseur
- 1952: Martin Gutzeit, deutscher Politiker der DDR
- 1953: Peter Maulshagen, deutscher Fußballspieler
- 1953: Peter Meis, deutscher evangelischer Theologe
- 1953: Merrill Osmond, US-amerikanischer Sänger
- 1954: Douglas Norman Arnold, US-amerikanischer Mathematiker
- 1954: Norbert Bernsdorff, deutscher Jurist
- 1954: Heike Bockmann, deutsche Politikerin
- 1954: Thom Bray, US-amerikanischer Schauspieler und Drehbuchautor
- 1954: Jane Campion, neuseeländische Filmregisseurin
- 1954: Gunther Tiersch, deutscher Meteorologe und Ruderer, Olympiasieger
- 1956: Lars von Trier, dänischer Filmregisseur
- 1957: Darko Anić, französischer Schachspieler und -lehrer
- 1957: Iwan Atanassow, bulgarischer Eishockeyspieler
- 1957: Giuseppe Sannino, italienischer Fußballspieler und -trainer
- 1959: Elaine Fine, US-amerikanische Komponistin

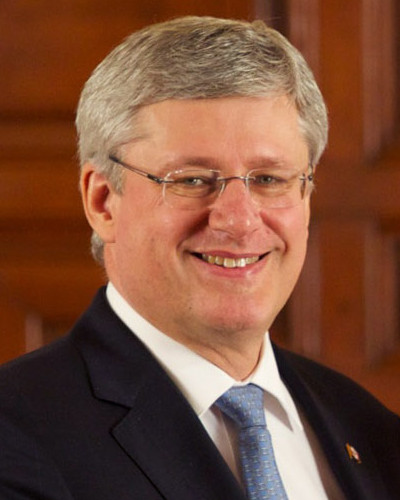
Stephen Harper (* 1959)

- 1959: Stephen Harper, kanadischer Politiker
- 1960: Weert Canzler, deutscher Sozialwissenschaftler und Mobilitätsforscher
- 1961: Franky Van Der Elst, belgischer Fußballspieler
- 1961: Arnór Guðjohnsen, isländischer Fußballspieler
- 1961: Eva Illouz, israelische Soziologin
- 1961: Thomas Schaaf, deutscher Fußballspieler und -trainer
- 1961: Isiah Thomas, US-amerikanischer Basketballspieler
- 1962: Nikolai Wladimirowitsch Fomenko, russischer Unternehmer, Schauspieler, Musiker und Autorennfahrer
- 1962: Alexander Osang, deutscher Journalist und Schriftsteller
- 1964: Jörg Franke, deutscher Ingenieurwissenschaftler
- 1964: Ian Healy, australischer Cricketspieler
- 1964: Rocco Hettwer, deutscher Künstler
- 1964: Wolfgang Lamprecht, österreichischer Kulturpromotor, Content Curator, Science Citizen und Autor
- 1964: Barrington Levy, jamaikanischer Musiker
- 1964: Gerald Mäsch, deutscher Rechtswissenschaftler
- 1964: Michael Moravec, österreichischer Journalist
- 1964: Lorenzo Staelens, belgischer Fußballspieler und -trainer

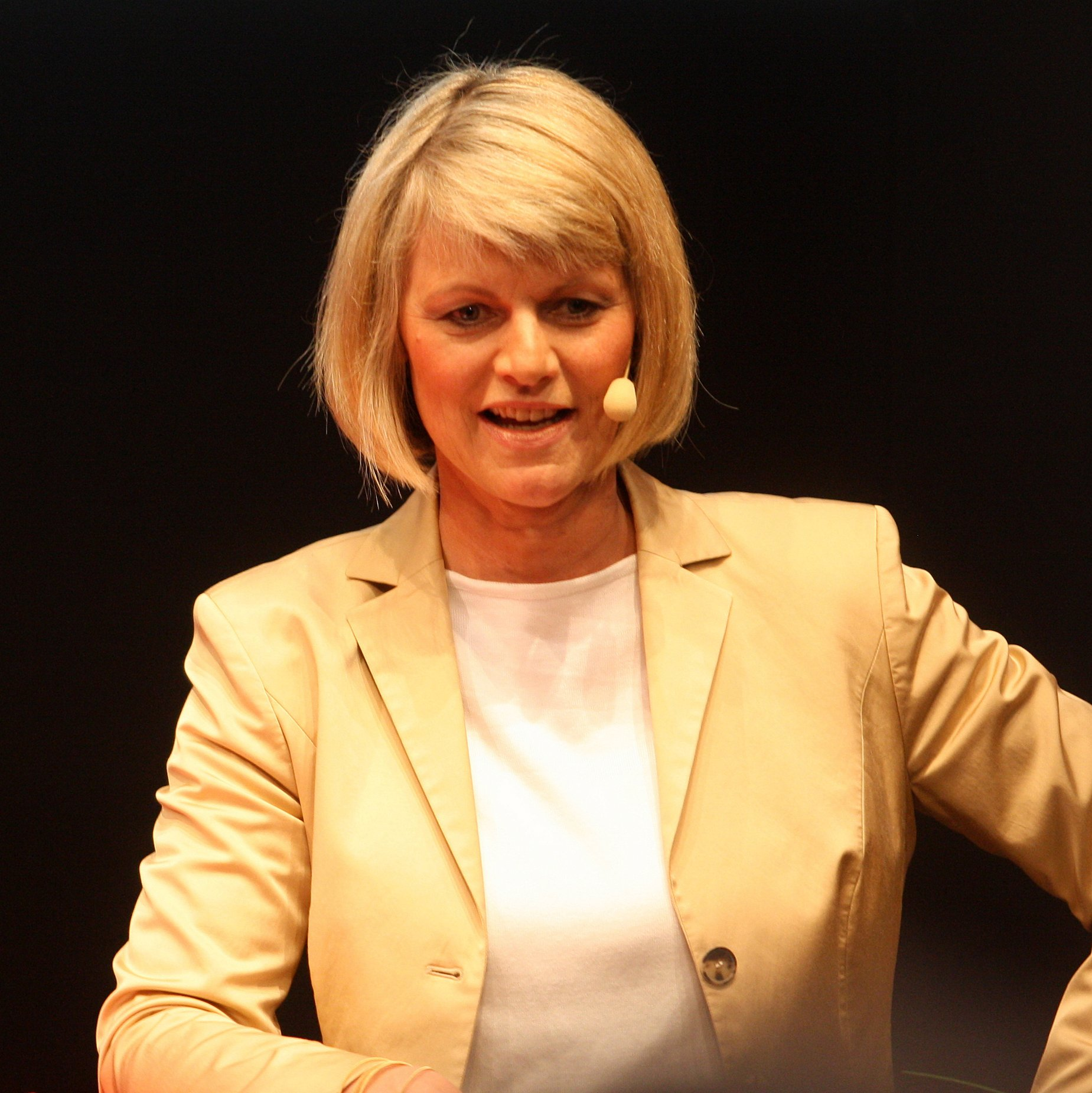
Gundula Gause (* 1965)

- 1965: Gundula Gause, deutsche Nachrichtensprecherin
- 1965: Adrian Pasdar, US-amerikanischer Schauspieler
- 1965: Joachim Schultze, deutscher Krebsforscher
- 1966: Roman Hagara, österreichischer Segler
- 1966: Stine Lise Hattestad, norwegische Freestyle-Skierin
- 1966: Jens Streifling, deutscher Musiker
- 1967: Turbo B, US-amerikanischer Rapper
- 1968: Carl Brown, US-amerikanischer Basketballspieler
- 1968: Jim Reeves, deutscher Sänger, Songwriter und Musikproduzent
- 1968: Senjanin Maglajlija, bosnischer Handballspieler und -trainer
- 1968: Mike Matusow, US-amerikanischer Pokerspieler
- 1968: Verona Pooth, deutsche Schönheitskönigin und Entertainerin
- 1969: Martin-Niels Däfler, deutscher Betriebswirt
- 1971: Boris Pietsch, deutscher Theaterschauspieler
- 1971: Carlos Baldomir, argentinischer Profiboxer
- 1971: Simone Lang, deutsche Eiskunstläuferin

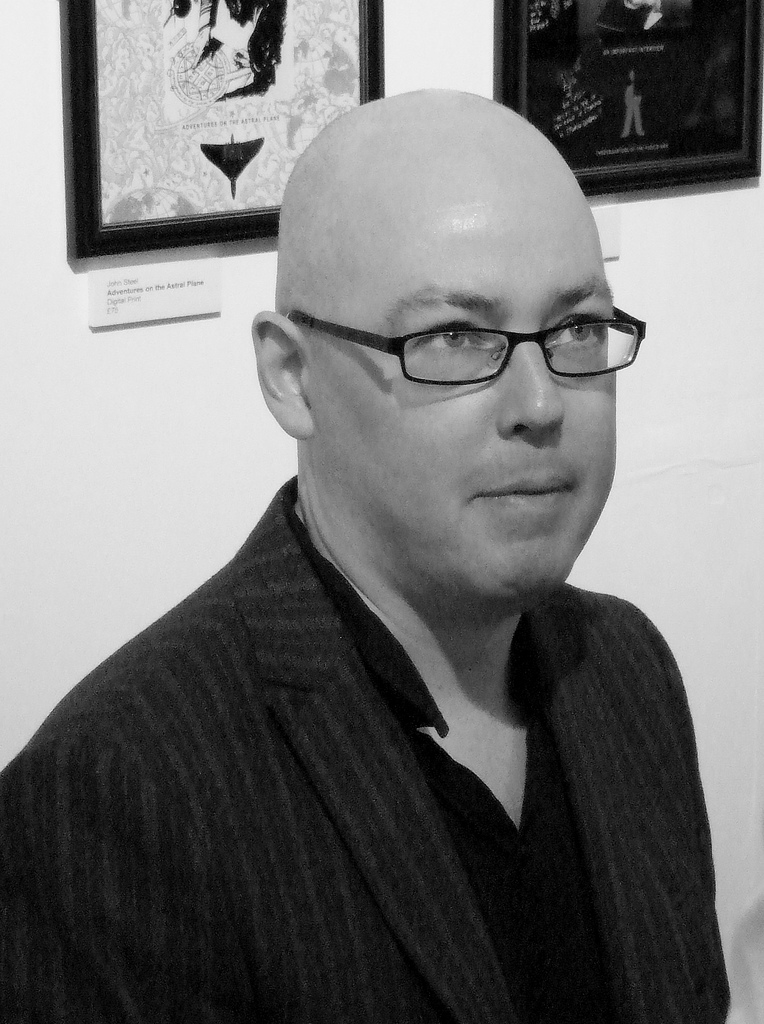
John Boyne (* 1971)

- 1971: John Boyne, irischer Schriftsteller
- 1971: Edward Piccin, Schweizer Schauspieler
- 1973: Domenika Ahlrichs, deutsche Journalistin
- 1973: Karsten Dusse, Autor und Redakteur bei Brainpool
- 1973: Robert Janás, tschechischer Kunsthistoriker, Autor und Fotograf
- 1974: Lars Löllmann, deutscher Schauspieler
- 1975: David Moncoutié, französischer Radrennfahrer
- 1975: Ha Tae-kwon, südkoreanischer Badmintonspieler
- 1975: Ilka Minor, österreichische Rallye-Copilotin
- 1975: Johnny Galecki, US-amerikanischer Schauspieler
- 1975: Annika Strandhäll, schwedische Politikerin

#### 1976–2000

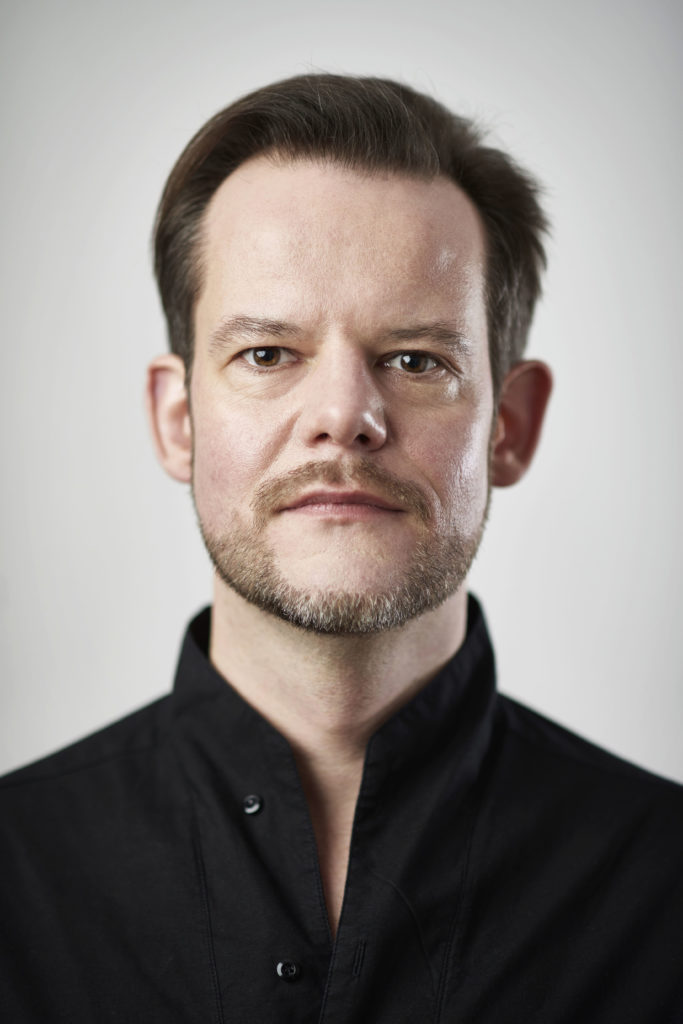
Daniel Gloger (* 1976)

- 1976: Daniel Gloger, deutscher Countertenor
- 1976: Victor J. Glover, US-amerikanischer Astronaut
- 1976: Davian Clarke, jamaikanischer Leichtathlet
- 1976: Amanda Palmer, US-amerikanische Musikerin, Lyrikerin und Kabarettistin
- 1977: Michał Górczyński, polnischer Bassklarinettist, Improvisationsmusiker und Komponist
- 1978: Simone Barone, italienischer Fußballspieler und -trainer
- 1978: Joachim Boldsen, dänischer Handballspieler
- 1978: Remi Broadway, australischer Schauspieler
- 1978: Sandra Hüller, deutsche Theater- und Filmschauspielerin
- 1979: Tina Amon Amonsen, deutsche Schauspielerin
- 1979: Gerardo Torrado, mexikanischer Fußballspieler
- 1980: Lidya Tafesse Abebe, äthiopische Fußballschiedsrichterin
- 1981: John O’Shea, irischer Fußballspieler
- 1981: Kristin Størmer Steira, norwegische Skilangläuferin
- 1981: Kunal Nayyar, britischer Schauspieler
- 1982: Lloyd Banks, US-amerikanischer Rapper
- 1982: Christian Bruder, deutscher Skispringer

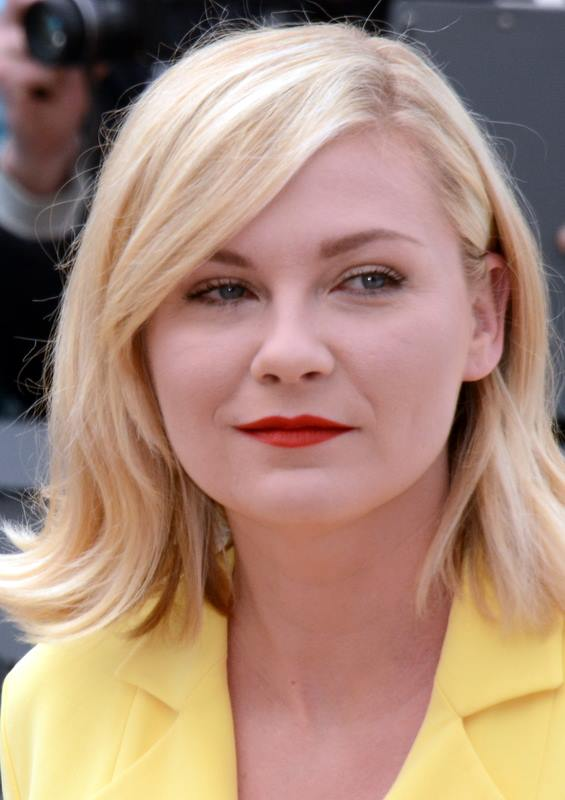
Kirsten Dunst (* 1982)

- 1982: Kirsten Dunst, US-amerikanische Schauspielerin
- 1982: Max Weinhold, deutscher Feldhockeyspieler
- 1983: Tatjana Hüfner, deutsche Rennrodlerin
- 1983: Nenad Milijaš, serbischer Fußballspieler
- 1984: Seimone Augustus, US-amerikanische Basketballspielerin
- 1984: Kasia Borek, deutsche Schauspielerin
- 1984: Karin Weigelt, Schweizer Handballspielerin
- 1985: Elena Fanchini, italienische Skirennläuferin
- 1985: Gabriela Lindl, deutsche Schauspielerin und Sängerin
- 1985: Michael Mørkøv, dänischer Radrennfahrer
- 1985: Alexander Pöllhuber, österreichischer Fußballspieler
- 1985: Gal Gadot, israelisches Model und Schauspielerin
- 1985: Guillaume Rippert, französischer Fußballspieler

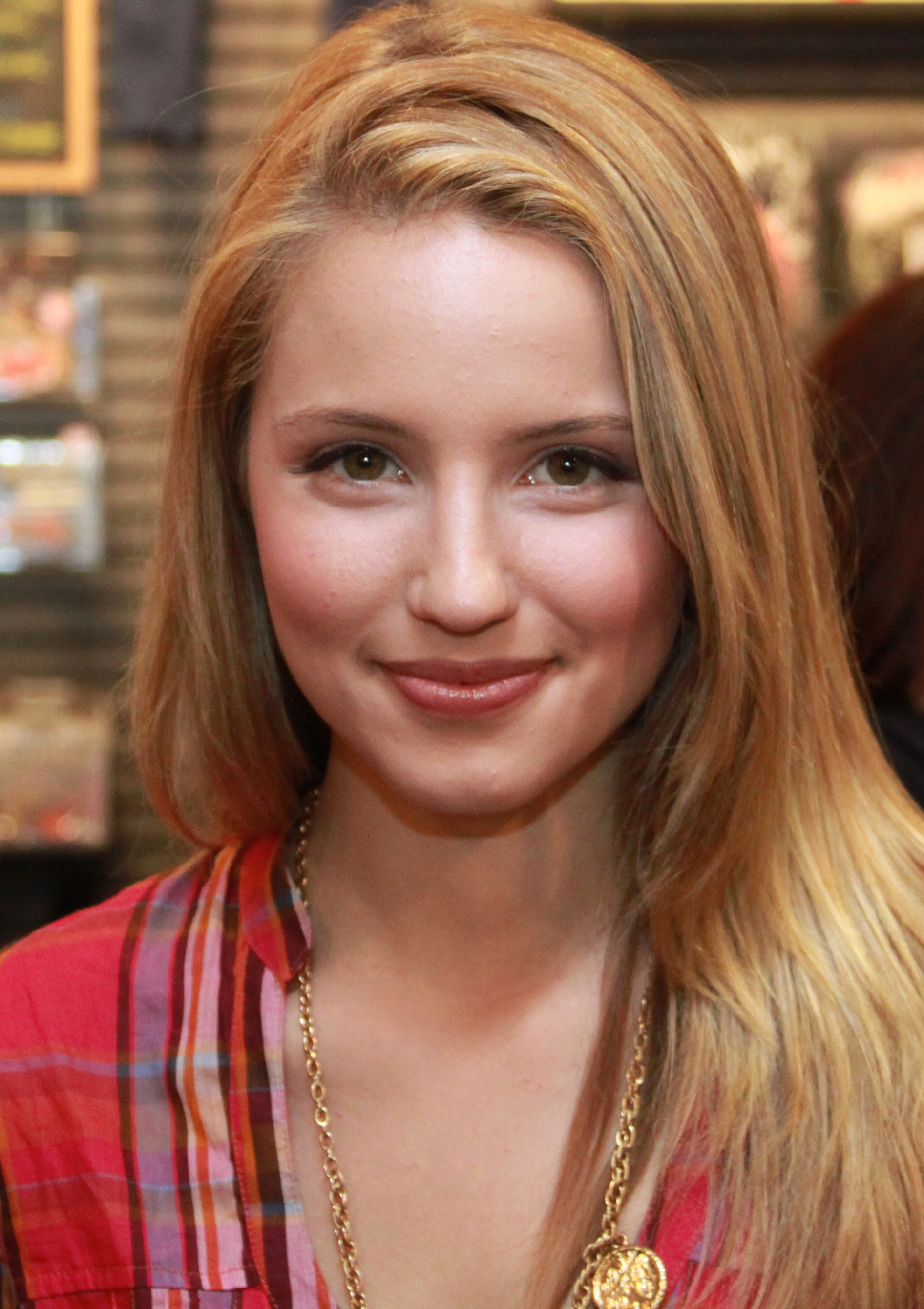
Dianna Agron (* 1986)

- 1986: Dianna Agron, US-amerikanische Sängerin und Schauspielerin
- 1986: Lena Düpont, deutsche Politikerin
- 1986: Martin Hikel, deutscher Politiker
- 1986: Björn Ziegenbein, deutscher Fußballspieler
- 1987: Ian Ashworth, südafrikanischer Eishockeyspieler
- 1987: Dax McCarty, US-amerikanischer Fußballspieler
- 1987: Kazuya Ōshima, japanischer Rennfahrer
- 1988: Ana de Armas, kubanisch-spanische Schauspielerin
- 1988: Jordan Tresson, französischer Autorennfahrer
- 1989: Tunay Acar, türkischer Fußballspieler
- 1990: Thomas Höltschl, österreichischer Fußballspieler
- 1990: Michael Schulte, deutscher Sänger und Songwriter
- 1991: Cristina Maria Ablinger, österreichische Schauspielerin
- 1991: Zachary Anderson, australischer Fußballspieler
- 1991: Richard Annang, ghanaischer Fußballspieler
- 1991: Christos Mylordos, zyprischer Sänger
- 1991: Travis Scott, US-amerikanischer Rapper
- 1992: Finn Lemke, deutscher Handballspieler

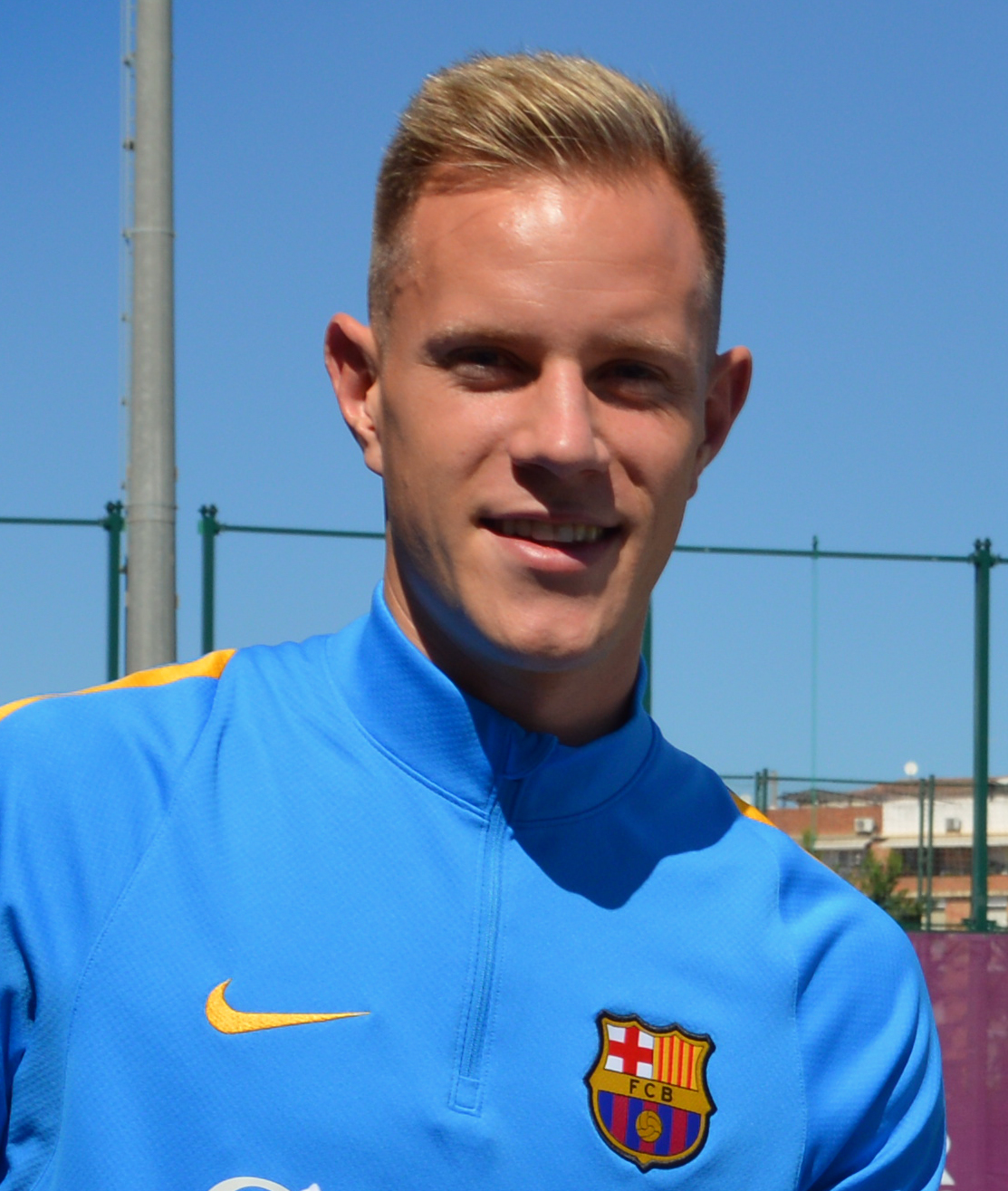
Marc-André ter Stegen (* 1992)

- 1992: Marc-André ter Stegen, deutscher Fußballtorhüter
- 1992: Paweł Wszołek, polnischer Fußballspieler
- 1993: Giulia Goldammer, deutsch-italienische Schauspielerin
- 1993: Mërgim Neziri, deutsch-albanischer Fußballspieler
- 1994: Inkululeko Suntele, lesothischer Boxer
- 1994: Robert Tonyan, US-amerikanischer American-Football-Spieler
- 1996: Florian Alt, deutscher Motorradrennfahrer
- 1996: Felicitas Rauch, deutsche Fußballspielerin
- 1997: Daisy Cleverley, neuseeländische Fußballspielerin
- 1997: Oan Djorkaeff, französischer Fußballspieler
- 1997: Hugo Rivail, französischer Biathlet
- 1998: Olivia DeJonge, australische Schauspielerin
- 2000: Timur Irekowitsch Boguslawski, russischer Autorennfahrer
- 2000: Lea Johanna Dastich, deutsche Eiskunstläuferin

### 21. Jahrhundert
- 2005: Paul Walcher, österreichischer Nordischer Kombinierer

## Gestorben

### Vor dem 18. Jahrhundert
- 0065: Marcus Annaeus Lucanus, römischer Dichter
- 0535: Amalasuntha, Königin der Ostgoten
- 0783: Hildegard, Ehefrau Karls des Großen
- 0971: Adalbert II., Mitkönig von Italien
- 0977: Sideman, Bischof von Crediton
- 1002: Ekkehard I., Markgraf von Meißen
- 1030: Mahmud von Ghazni, Herrscher der Ghaznawiden-Dynastie
- 1042 oder 1045: Gottfried II. Ferréol, Graf von Gâtinais
- 1047: Dietrich II. von Luxemburg, Bischof von Metz
- 1063: Song Renzong, Kaiser der Song-Dynastie in China
- 1127: Wolfhard von Augsburg, christlicher Einsiedler
- 1196: Balduin II., Bischof von Utrecht
- 1305: Roger de Flor, militärischer Abenteurer
- 1315: Margarete von Burgund, Königin von Frankreich und Navarra

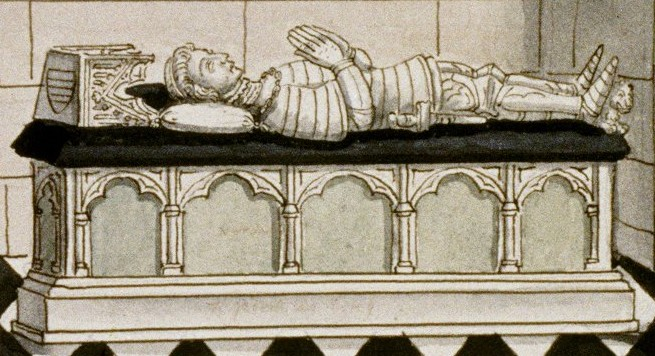
Sarkophag von Enguerrand de Marigny († 1315)

- 1315: Enguerrand de Marigny, Kammerherr des französischen Königs Philipp IV.
- 1341: Johann III., Herzog der Bretagne
- 1361: Otto, Erzbischof von Magdeburg
- 1407: Margarethe von Pommern, Herzogin von Österreich, Steiermark, Kärnten und Krain
- 1436: Friedrich VII., Graf von Toggenburg
- 1436: Ludwig II., Herzog von Brieg und Liegnitz
- 1439: Richard Beauchamp, 13. Earl of Warwick, englischer Adliger und Politiker
- 1467: Jean d’Orléans, Graf von Angoulême und Périgord
- 1513: Edmund de la Pole, 3. Duke of Suffolk, englischer Adeliger
- 1524: Pierre du Terrail, französischer Feldherr
- 1562: Brigitta von Pfalz-Simmern, Äbtissin im Stift Neuburg
- 1617: Gesche Meiburg, Braunschweigische Bürgerin, half, die Stadt vor der Eroberung zu bewahren
- 1631: Louise-Marguerite de Lorraine-Guise, Fürstin von Conti
- 1631: Wolfgang II. zu Castell-Remlingen, Herrscher der Grafschaft Castell
- 1632: Johann T’Serclaes von Tilly, Heerführer im Dreißigjährigen Krieg

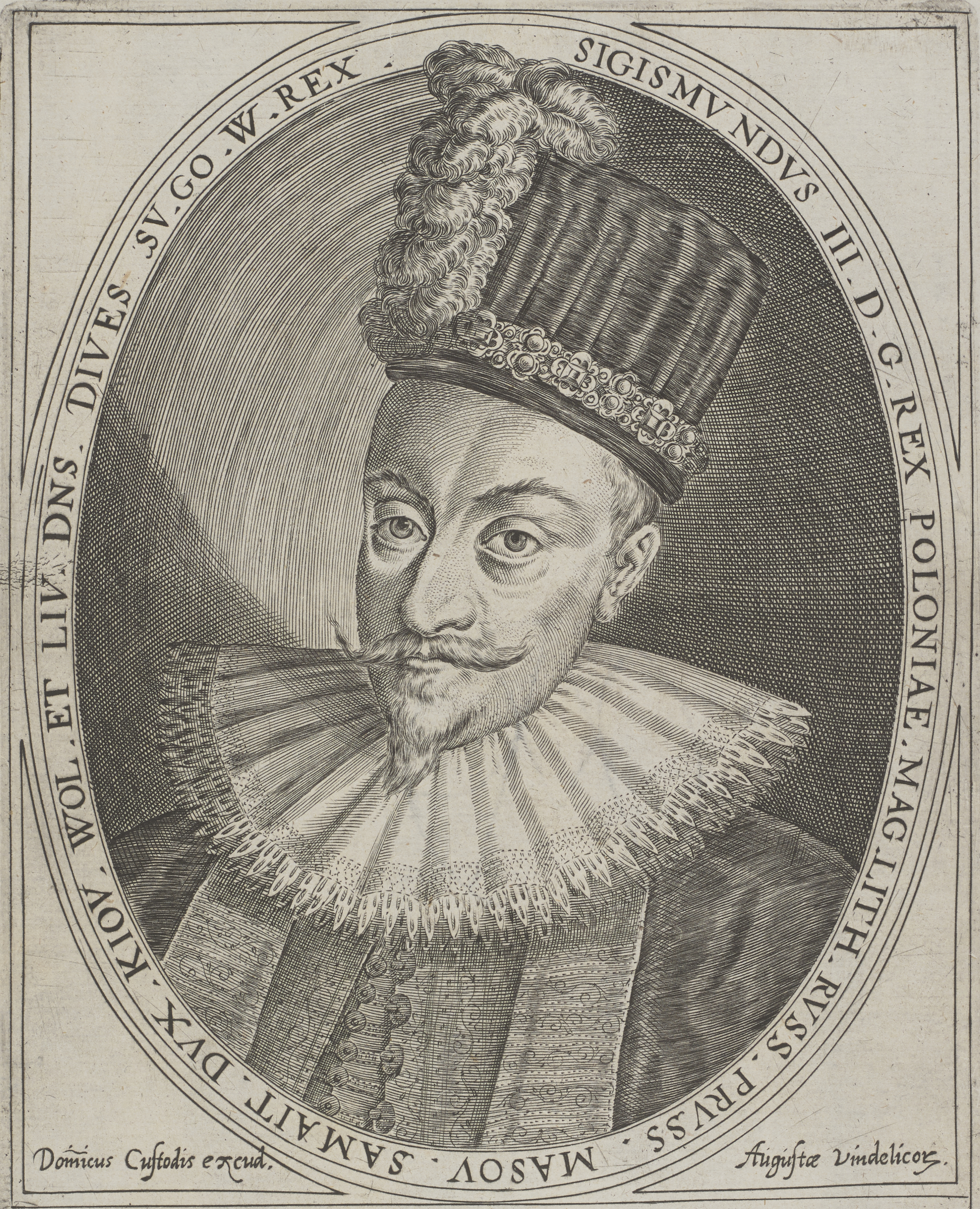
Sigismund III. († 1632)

- 1632: Sigismund III. Wasa, König von Polen und Schweden
- 1638: Jakob Löffler, württembergischer Kanzler und schwedischer Vizekanzler
- 1642: Dmitri Michailowitsch Poscharski, russischer Fürst, Anführer eines Aufstandes gegen die polnisch-litauische Okkupation während der Zeit der Wirren
- 1655: Eustache Le Sueur, französischer Maler
- 1671: Fran Krsto Frankopan, kroatischer Politiker und Schriftsteller
- 1671: Franz III. Nádasdy, ungarischer Kronrichter und General
- 1671: Petar Zrinski, Ban von Kroatien
- 1682: Auguste Sophie von Pfalz-Sulzbach, Pfalzgräfin von Sulzbach und Fürstin von Lobkowicz
- 1687: Ernst Gottlieb von Börstel, kurbrandenburgischer Kriegsrat und Gouverneur von Magdeburg
- 1693: Johann Georg Rudolphi, deutscher Maler

### 18. Jahrhundert
- 1717: Benedikt Abelzhauser, bayrischer Benediktinermönch und Gelehrter
- 1728: Jacob Heinrich von Flemming, kursächsisch-polnischer Staatsmann und Armeechef
- 1734: Grzegorz Gerwazy Gorczycki, polnischer Komponist
- 1735: Jacob Daniel Bruce, schottischstämmiger Generalfeldzeugmeister im Dienst der russischen Armee
- 1735: David Richter der Ältere, schwedisch-deutscher Porträt- und Landschaftsmaler
- 1736: Johann Albert Fabricius, deutscher klassischer Philologe
- 1742: Johann Caspar II. Graf Cobenzl, Hofmarschall und Landeshauptmann von Görz und Krain
- 1745: Robert Douglas, schottischer Politiker und Offizier

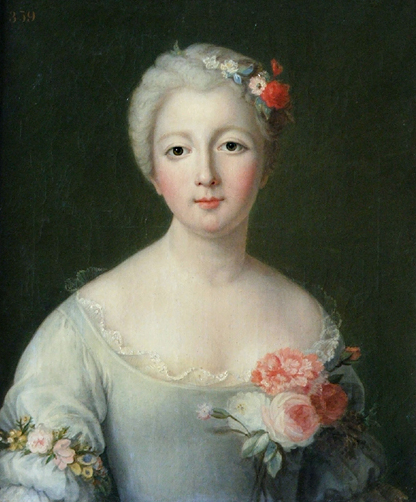
Maria Teresa Felicita d’Este († 1754)

- 1751: Cajetan Gerstlacher, bayerischer Augustiner-Chorherr
- 1751: Peter von Lacy, russischer Generalfeldmarschall
- 1754: Maria Teresa Felicita d’Este, Herzogin von Penthièvre
- 1755: Jean-Baptiste Oudry, französischer Maler
- 1757: Johann Anton II. von Freyberg, Fürstbischof des Hochstiftes Eichstätt
- 1758: François d’Agincour, französischer Cembalist, Organist und Komponist
- 1759: Bernardo De Dominici, italienischer Maler und Kunsthistoriker
- 1762: Johann Arnold Bertram, deutscher Hüttenmeister
- 1777: Francisco Cajigal de la Vega, spanischer Offizier, Kolonialverwalter, Gouverneur von Kuba und Vizekönig von Neuspanien
- 1790: Heinrich Ludwig Manger, deutscher Baumeister und Pomologe
- 1792: John Montagu, 4. Earl of Sandwich, britischer Diplomat und Staatsmann
- 1794: Johann Daniel Müller, Theologe
- 1796: Franziska von Corvin-Krasińska, polnisch-sächsische Adelige
- 1799: Gallus Brockard, deutscher Abt

### 19. Jahrhundert
- 1815: Jean Joseph Tranchot, französischer Geograph
- 1825: Christian Genersich, deutscher evangelischer Geistlicher und Heimatkundler
- 1825: William McIntosh, Häuptling des indianischen Volkes der Muskogee
- 1827: Augustin Roguin, Schweizer Kaufmann und Reeder
- 1829: Johann Georg Otto, deutscher Beamter
- 1837: Wilhelm Birett, deutscher Buchhändler
- 1841: Peter Andreas Heiberg, dänischer Satiriker
- 1842: Giuseppe Benedetto Cottolengo, italienischer Geistlicher und Ordensgründer
- 1843: Gaspard de Chabrol, französischer Verwaltungsbeamter
- 1845 Eobanus Friedrich Krebaum, deutscher Orgelbauer

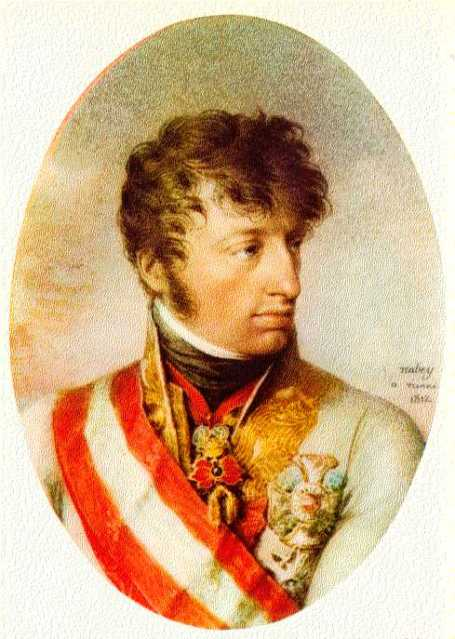
Karl von Österreich-Teschen († 1847)

- 1847: Karl von Österreich-Teschen, österreichischer Erzherzog und Feldherr
- 1851: Rupert Jäger, deutscher Lehrer und Philologe
- 1852: Charles Andrews, US-amerikanischer Politiker, Abgeordneter im US-Repräsentantenhaus für den Bundesstaat Maine
- 1854: Juan Antonio Martínez, Präsident von Guatemala
- 1855: Christoph Wilhelm Heinrich Sethe, deutscher Jurist
- 1857ː Maria von Großbritannien, Irland und Hannover, Mitglied der Britische Königsfamilie aus dem Haus Hannover
- 1859: Johann Melchior Schuler, Schweizer evangelischer Geistlicher und Heimatforscher
- 1860: Franz Christian Naunyn, Jurist und Oberbürgermeister von Berlin
- 1864: Georg Ludwig Friedrich Laves, deutscher Architekt, Stadtplaner und Bauingenieur
- 1865: Robert FitzRoy, britischer Marineoffizier, Meteorologe und Gouverneur von Neuseeland
- 1870: Václav Levý, tschechischer Bildhauer
- 1872: Walpurga Schindl, Tiroler Dichterin
- 1875: Johann Friedrich von Waldeck, französischer Antiquar und Kartograf, Maler und Forschungsreisender
- 1878: Meinrad Ott, deutscher katholischer Geistlicher, Pädagoge und Klassischer Philologe
- 1881: Pauline von Mallinckrodt, deutsche Ordensgründerin
- 1883: Édouard Manet, französischer Maler
- 1885: Jens Peter Jacobsen, dänischer Schriftsteller

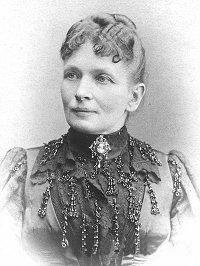
Emilie Bach († 1890)

- 1890: Emilie Bach, österreichische Journalistin, Direktorin der von ihr gegründeten Fachschule für Kunststickerei
- 1891: Camilla Klettner, Opernsängerin (Sopran)
- 1892ː Adele Erbe, deutsche Dichterin, Frauenrechtlerin und Revolutionärin der Revolutionen 1848/1849
- 1894: Frank Hatton, US-amerikanischer Politiker
- 1895: Gustav Freytag, deutscher Schriftsteller und Journalist

### 20. Jahrhundert

#### 1901–1950

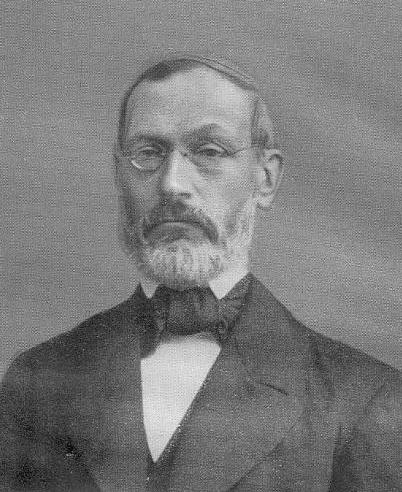
Franz Susemihl († 1901)

- 1901: Franz Susemihl, deutscher Altphilologe
- 1906: James E. Boyd, US-amerikanischer Politiker
- 1907: Julius Langbehn, deutscher Schriftsteller und Kulturkritiker
- 1910: Jean Moréas, französisch-griechischer Dichter
- 1912: Cäcilie von Brockdorff, deutsche Malerin und Herausgeberin
- 1912: František Kmoch, tschechischer Komponist und Dirigent
- 1916: Paul Schlenther, deutscher Theaterkritiker, Schriftsteller und Theaterdirektor
- 1916: Otto von Herff, deutscher Arzt und Professor
- 1918: Hermann Winnefeld, deutscher Archäologe
- 1923: Gottfried Georg Andrä, deutscher Rittergutsbesitzer, Geheimer Ökonomierat und Politiker

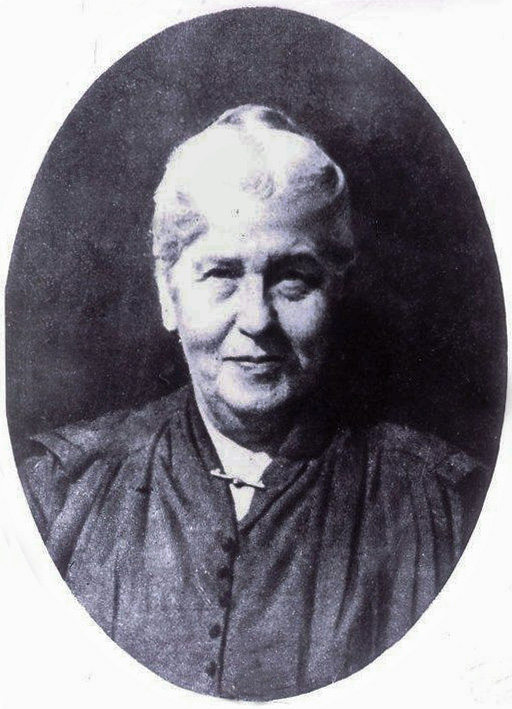
Marie Hart († 1924)

- 1924: Marie Hart, elsässische Schriftstellerin

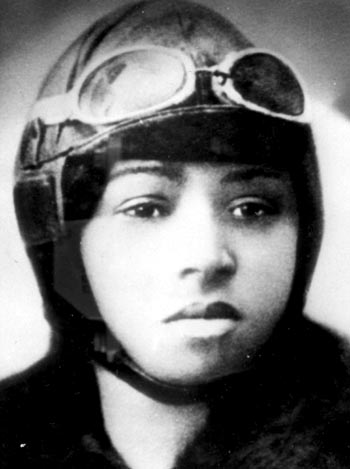
Bessie Coleman († 1926)

- 1926: Bessie Coleman, US-amerikanische Pilotin
- 1928: Johannes Blumer-Egloff, Schweizer Textilunternehmer, Numismatiker und freisinniger Politiker
- 1929: Friedrich Lienhard, deutscher Schriftsteller und Wortführer der Heimatkunstbewegung
- 1929: Birger Sjöberg, schwedischer Dichter, Schriftsteller und Liedkomponist
- 1931: Adolf von Arnim, deutscher Sportfunktionär
- 1932: Paul Arons, deutscher Bankier und Kommerzienrat
- 1933: Abraham Aguilera Bravo, chilenischer Ordenspriester und Bischof
- 1933ː Anna de Noailles, französische Schriftstellerin
- 1936: Oran Pape, US-amerikanischer American-Football-Spieler und Polizist
- 1938: Franz Boschung, Schweizer Landwirt und Politiker
- 1941: Edgar Aabye, dänischer Tauzieher
- 1942: Joseph Charles Arthur, US-amerikanischer Botaniker
- 1943: Leo Smit, niederländischer Komponist und Pianist
- 1943: Otto Jespersen, dänischer Sprachwissenschaftler
- 1944ː Alda Costa, italienische Lehrerin und politische Aktivistin
- 1944: Franz Hörner, deutscher Automobilrennfahrer
- 1945: Eva Braun, langjährige Lebensgefährtin, zuletzt Ehefrau von Adolf Hitler
- 1945: Ede Donáth, ungarisch-jüdischer Komponist

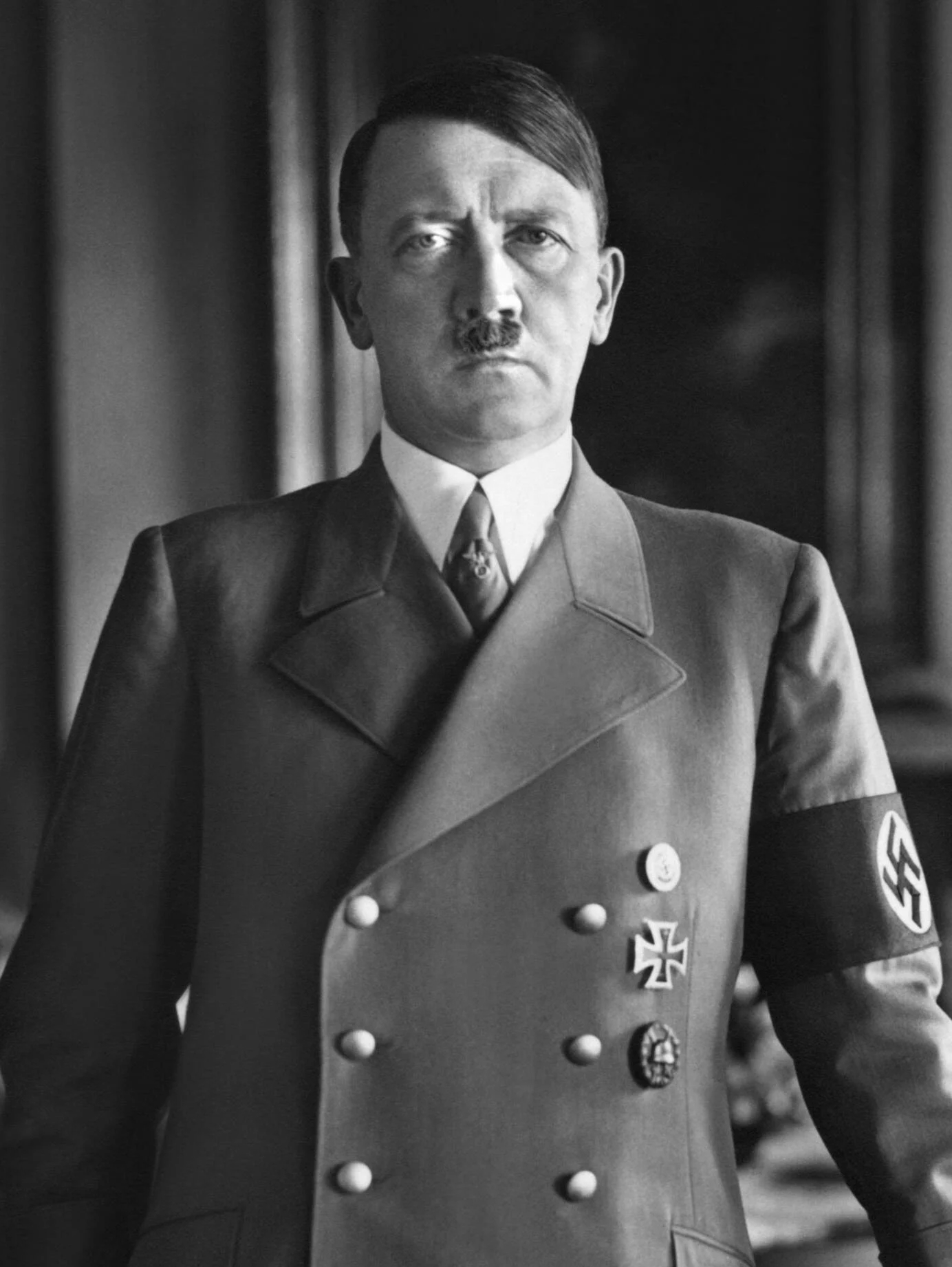
Adolf Hitler († 1945)

- 1945: Adolf Hitler, deutscher Reichskanzler und Diktator
- 1945: Aron Alexandrowitsch Solz, russischer Jurist und Revolutionär
- 1948: Hubert Knackfuß, deutscher Bauforscher und Archäologe
- 1950: Palmièri, kanadischer Schauspieler

#### 1951–2000
- 1954. Christian Dauvergne, französischer Automobilrennfahrer

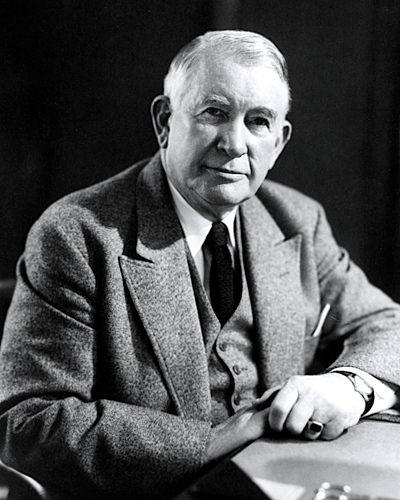
Alben W. Barkley († 1956)

- 1956: Alben W. Barkley, US-amerikanischer Politiker, Vizepräsident, Senator und Abgeordneter im US-Kongress
- 1957: Kathleen Atkinson, US-amerikanische Tennisspielerin
- 1957: Oluf Christensen, deutscher Politiker
- 1958: Paul Hans Jaeger, deutscher Politiker
- 1959: Armand Marsick, belgischer Violinvirtuose und Komponist
- 1962: Jameson Adams, britischer Polarforscher
- 1965: Helen Chandler, US-amerikanische Schauspielerin
- 1965: Américo Belloto Varoni, argentinischer Geiger und Dirigent
- 1966: Richard Fariña, US-amerikanischer Schriftsteller und Musiker
- 1966: Patrick Vincent McNamara, US-amerikanischer Politiker

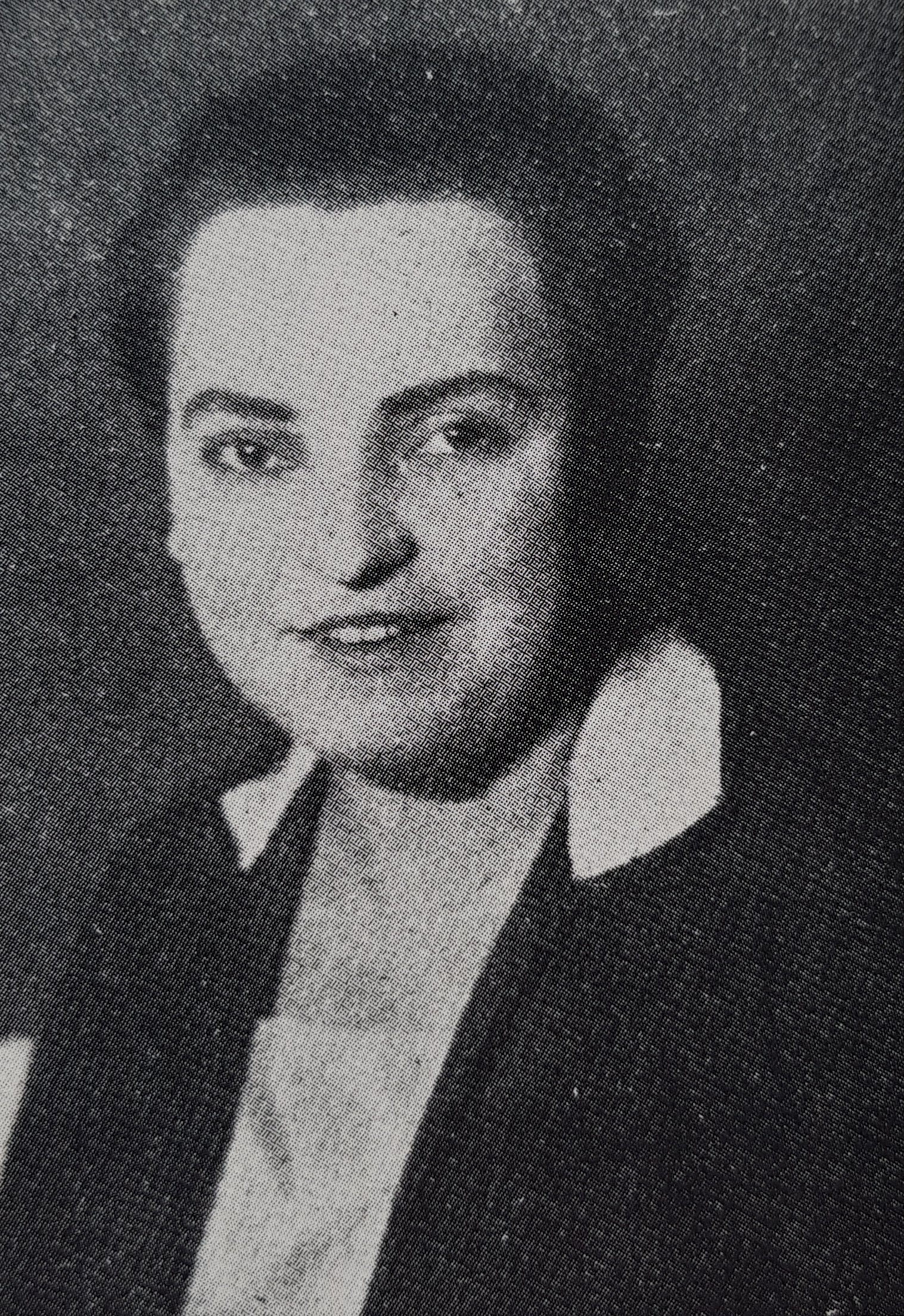
Selli Engler († 1972)

- 1972: Selli Engler, deutsche Aktivistin der Lesbenbewegung zur Zeit der Weimarer Republik
- 1973: Hermann A. Eplée, deutscher Politiker
- 1973: Osaragi Jirō, japanischer Schriftsteller
- 1974: Boris Roubakine, kanadischer Pianist und Musikpädagoge
- 1976: Michael Gartenschläger, von DDR-Grenztruppen erschossen
- 1977: Ludwig Bäte, deutscher Schriftsteller
- 1978: Liane Augustin, österreichische Sängerin, Diseuse, Schauspielerin und Synchronsprecherin
- 1979: Hugo Scharnberg, deutscher Politiker
- 1981: Jan Filip, tschechischer Prähistoriker
- 1981: Peter Huchel, deutscher Lyriker und Redakteur
- 1983: George Balanchine, russischer Choreograph, Gründer des American Ballet
- 1983: Muddy Waters, US-amerikanischen Bluesmusiker
- 1986: Françoise Perret, Schweizer Journalistin und Politikerin
- 1986: Robert Stevenson, britisch-US-amerikanischer Filmregisseur, Drehbuchautor und Filmproduzent
- 1987: Walter Handschuhmacher, deutscher Schwimmer
- 1988: Wacław Geiger, polnischer Komponist, Dirigent und Musikpädagoge
- 1988: Johanna Haarer, NS-Erziehungsideologin
- 1988: Franz Rost, deutscher Mineraloge

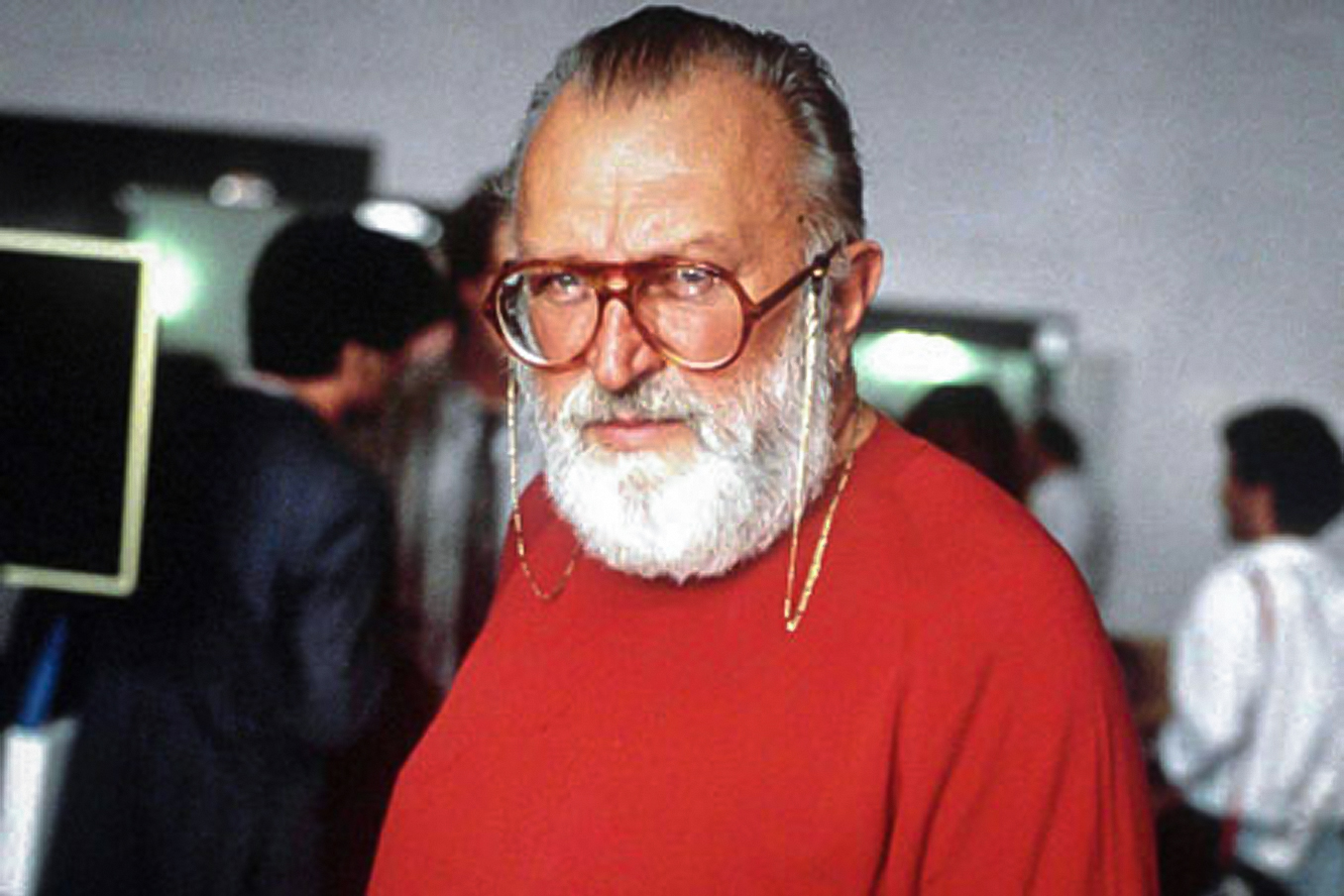
Sergio Leone († 1989)

- 1989: Sergio Leone, italienischer Filmregisseur
- 1989: Harriet Serr, US-amerikanische Pianistin und Musikpädagogin
- 1990: Elsbeth von Ameln, deutsche Juristin und Strafverteidigerin
- 1990: Helmut Berndt, deutscher Leichtathlet, Wintersportler und Sportfunktionär
- 1990: Herbert Jankuhn, deutscher Prähistoriker
- 1990: Mario Pizziolo, italienischer Fußballspieler
- 1992: Otto Bräutigam, deutscher Jurist und Diplomat
- 1993: Marino Evaristo, argentinischer Fußballer
- 1994: Roland Ratzenberger, österreichischer Automobilrennfahrer
- 1998: Roman Maciejewski, polnischer Komponist, Pianist und Dirigent
- 2000: Bernhard Heiden, deutsch-amerikanischer Komponist und Hochschullehrer für Musik
- 2000: Martin-Christian Schmidt, deutscher Cembalobauer und Musikinstrumenten-Restaurator

### 21. Jahrhundert
- 2001: Nana von Hugo, deutsche Designerin und Architektin
- 2001: Andreas Kupfer, deutscher Fußballspieler
- 2002ː Charlotte von Mahlsdorf, deutsche Gründerin des Gründerzeitmuseums in Berlin und berühmter Transgender
- 2002: Karel Milota, tschechischer Dichter, Schriftsteller und Übersetzer
- 2004: Jeff Butterfield, englischer Rugbyspieler
- 2004: Boris Mironowitsch Pergamenschtschikow, russischer Cellist
- 2006: Corinne Rey-Bellet, Schweizer Skirennfahrerin

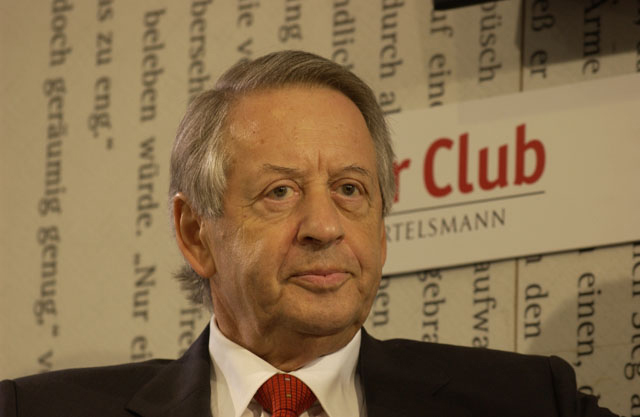
Paul Spiegel († 2006)

- 2006: Paul Spiegel, deutscher Journalist und Unternehmer, Präsident des Zentralrats der Juden in Deutschland
- 2006: Pramoedya Ananta Toer, indonesischer Schriftsteller
- 2007: Adu Ababio II., nigerianischer Häuptling
- 2007: Grégory Lemarchal, französischer Popsänger
- 2007: Curt Linda, deutscher Animationsfilmer und Filmproduzent
- 2007: Clemens Ostermann, deutscher Synchronsprecher und Musiker
- 2010: Maximilian Arbesser von Rastburg, österreichischer Unternehmer und Wirtschaftsjurist
- 2010: Eric Breininger, deutscher Terrorist
- 2010: Paul Augustin Mayer, deutscher Kurienkardinal
- 2010: Gerry Ryan, irischer Radio- und Fernsehmoderator
- 2011: Ronald D. Asmus, US-amerikanischer Diplomat und Politikwissenschaftler
- 2011: Saif al-Arab al-Gaddafi, sechster Sohn des libyschen Diktators Muammar al-Gaddafi
- 2011: Harry S. Morgan, deutscher Journalist, Regisseur und Produzent
- 2011: Ernesto Sabato, argentinischer Schriftsteller

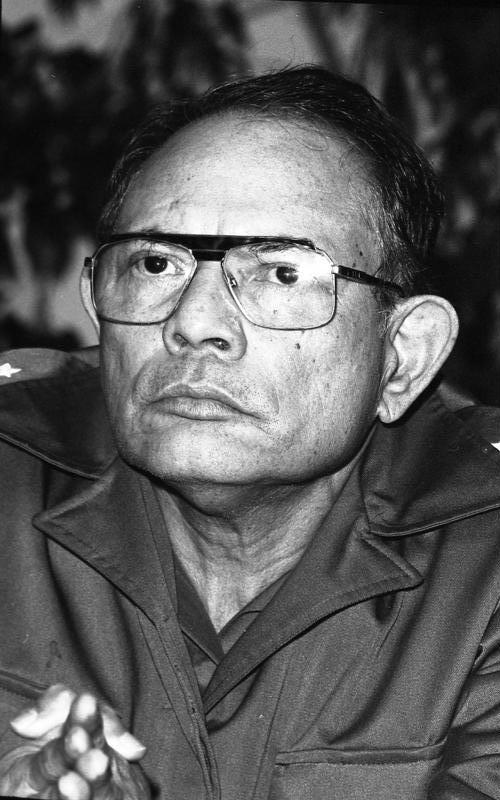
Tomás Borge († 2012)

- 2012: Tomás Borge, nicaraguanischer Politiker und Schriftsteller
- 2012: Rob van den Broeck, niederländischer Musiker und Maler
- 2012: Alexander Dale Oen, norwegischer Schwimmer
- 2013: Irineos Galanakis, griechischer Bischof
- 2013: Andrew J. Offutt, US-amerikanischer Schriftsteller
- 2014: Andreas Gerwig, Schweizer Politiker
- 2014: Peeraphan Palusuk, thailändischer Politiker
- 2014: Georg Stollenwerk, deutscher Fußballspieler und -trainer
- 2014: Jun’ichi Watanabe, japanischer Schriftsteller.
- 2014: Mieczysław Wilczek, polnischer Chemiker, Unternehmer und Politiker
- 2015: André Daguet, Schweizer Gewerkschafter und Politiker
- 2015: Thilo Götze Regenbogen, deutscher Künstler, Kunsthistoriker, Kulturwissenschaftler und Autor
- 2015: Ben E. King, US-amerikanischer R&B-Sänger
- 2015: Wolfgang Schuppli, deutscher Unternehmer
- 2016: Marisol Escobar, US-amerikanische bildende Künstlerin
- 2016: Uwe Friedrichsen, deutscher Schauspieler
- 2016: Harold Kroto, britischer Chemiker und Nobelpreisträger
- 2016: Walter Schädlich, deutscher Handballspieler und -trainer
- 2017: Borys Olijnyk, ukrainischer Dichter, Übersetzer und Politiker
- 2017: Ueli Steck, Schweizer Extrembergsteiger
- 2018: Ruth Merckle, deutsche Unternehmerin
- 2019: Anémone, französische Schauspielerin
- 2019: Beth Carvalho, brasilianische Sängerin
- 2020: Tony Allen, nigerianischer Musiker
- 2020: Sam Lloyd, US-amerikanischer Schauspieler
- 2022: Mino Raiola, italienischer Spielervermittler
- 2023ː Bärbel Kerkhoff-Hader, deutsche Volkskundlerin und Hochschullehrerin
- 2024: Uyunqimg, chinesische Politikerin der Kommunistischen Partei Chinas (KPCh)

## Feier- und Gedenktage
- Kirchliche Gedenktage
  - David Livingstone, schottischer Missionar und Entdecker (evangelisch)
  - Hl. Pius V., italienischer Kardinal und Papst (katholisch)
  - Hl. Jakobus der Ältere, römischer Märtyrer, Apostel und Schutzpatron (orthodox)
  - Hl. Pusei, persischer Kuropalates und Märtyrer (Melkiten)
- Namenstage
  - Pius, Quirin
- Staatliche Feier- und Gedenktage
  - Niederlande: Koninginnedag (1949–2013)
  - Vietnam: Tag der Befreiung des Südens
- Brauchtum
  - Europa: Beltane
  - Europa: Walpurgisnacht
- Sonstiges
  - Internationaler Tag des Jazz (seit 2012)

Weitere Einträge enthält die Liste von Gedenk- und Aktionstagen.